# Liste des monuments historiques de Strasbourg
Ce tableau présente la liste de tous les monuments historiques de Strasbourg (Bas-Rhin), classés ou inscrits.

## Statistiques
Strasbourg compte 225 édifices protégés au titre de la loi de 1913, soit 26 % des monuments historiques du département du Bas-Rhin. Strasbourg est la 8e ville française comptant le plus de monuments historiques, après Paris, Bordeaux, La Rochelle, Nancy, Lyon, Rouen et Arras. 52 sont classés, 159 sont inscrits et 11 sont mixtes. Ils sont majoritairement situés dans le centre-ville élargi.
Le graphique suivant résume le nombre d'actes de protection par décennies (ou par année avant 1880) :

## Monuments historiques
Selon la base Mérimée, il y a 226 monuments historiques à Strasbourg, inscrits ou classés.
| Monument | Adresse                                                                   | Coordonnées                      | Notice         | Protection            | Date                                     | Illustration |
| --- | ------------------------------------------------------------------------- | -------------------------------- | -------------- | --------------------- | ---------------------------------------- | --- |
| Aubette - façade sur place, toitures - ancien ciné-dancing, escalier central aile droite - salle des Fêtes, foyer-bar | Place Kléber                                                              | 48° 35′ 02″ nord, 7° 44′ 44″ est | « PA00085014 » | Classé                | 1929 1985 1989                           | Aubette- façade sur place, toitures- ancien ciné-dancing, escalier central aile droite- salle des Fêtes, foyer-bar |
| Bain rituel juif présumé escalier d'accès, salle-déshabilloir, bain rituel | 20, rue des Charpentiers                                                  | 48° 35′ 02″ nord, 7° 45′ 10″ est | « PA00085013 » | Inscrit               | 1985                                     | Bain rituel juif présuméescalier d'accès, salle-déshabilloir, bain rituel |
| Bains municipaux les façades et toitures du bâtiment des bains, y compris l'escalier principal avec ses lampadaires, solarium, les cours anglaises de la façade principale et le sol s'étendant entre la rue des Bains et le bâtiment des bains, avec les balustrades les bordant, les façades et toitures du bâtiment des bains médicaux avec ses deux cours en contrebas, les façades, toiture et cheminée du bâtiment de la chaufferie, ainsi que la portion d'origine du mur d'enceinte, les intérieurs suivants : au rez-de-chaussée du bâtiment des bains : la rotonde d'entrée avec ses dégagements, les deux bassins de natation avec leurs dégagements, douches, pédiluves, vestiaires y compris la robinetterie d'origine, au premier étage du bâtiment des bains : la totalité des installations des bains romains, et dans l'aile Est trois cabines de bains avec baignoire d'origine, y compris la robinetterie d'origine, au rez-de-chaussée du bâtiment des bains médicaux : la grande salle d'hydrothérapie, y compris ls deux piscines, les douches et la robinetterie d'origine, situées 10, boulevard de la Victoire | 10, boulevard de la Victoire                                              | 48° 35′ 01″ nord, 7° 45′ 35″ est | « PA67000046 » | Inscrit Classé        | 2000 2017                                | Bains municipauxles façades et toitures du bâtiment des bains, y compris l'escalier principal avec ses lampadaires, solarium, les cours anglaises de la façade principale et le sol s'étendant entre la rue des Bains et le bâtiment des bains, avec les balustrades les bordant, les façades et toitures du bâtiment des bains médicaux avec ses deux cours en contrebas, les façades, toiture et cheminée du bâtiment de la chaufferie, ainsi que la portion d'origine du mur d'enceinte, les intérieurs suivants : au rez-de-chaussée du bâtiment des bains : la rotonde d'entrée avec ses dégagements, les deux bassins de natation avec leurs dégagements, douches, pédiluves, vestiaires y compris la robinetterie d'origine, au premier étage du bâtiment des bains : la totalité des installations des bains romains, et dans l'aile Est trois cabines de bains avec baignoire d'origine, y compris la robinetterie d'origine, au rez-de-chaussée du bâtiment des bains médicaux : la grande salle d'hydrothérapie, y compris ls deux piscines, les douches et la robinetterie d'origine, situées 10, boulevard de la Victoire |
| Barrage Vauban - rive droite (avant-poste, portions du mur fortifié), rive gauche (mur de jonction, bastion), écluse - parois du système fortifié de vannes d'eau | Rue de Molsheim                                                           | 48° 34′ 46″ nord, 7° 44′ 17″ est | « PA00085039 » | Inscrit               | 1971 1995                                | Barrage Vauban- rive droite (avant-poste, portions du mur fortifié), rive gauche (mur de jonction, bastion), écluse- parois du système fortifié de vannes d'eau |
| Bâtiments canoniaux bâtiment est (façades, toiture avec charpente), bâtiments nord et ouest (façades, toitures | Rue de la Nuée-Bleue 8a, quai Kellermann 2-4-6, rue Saint-Pierre-le-Jeune | 48° 35′ 10″ nord, 7° 44′ 46″ est | « PA67000038 » | Inscrit               | 1999                                     | Bâtiments canoniauxbâtiment est (façades, toiture avec charpente), bâtiments nord et ouest (façades, toitures |
| Bibliothèque nationale et universitaire (ancienne bibliothèque impériale) - enveloppe extérieure - intérieurs | 6, place de la République 1, avenue Victor Schœlcher                      | 48° 35′ 14″ nord, 7° 45′ 22″ est | « PA67000009 » | Classé Inscrit        | 2004                                     | Bibliothèque nationale et universitaire (ancienne bibliothèque impériale)- enveloppe extérieure- intérieurs |
| Breuscheckschlössel façades, toitures, salon du premier étage, pièce du quatrième étage | 33, rue de la Tour                                                        | 48° 34′ 40″ nord, 7° 42′ 51″ est | « PA00085194 » | Inscrit               | 1985                                     | Breuscheckschlösselfaçades, toitures, salon du premier étage, pièce du quatrième étage |
| Café Brant | 11, place de l'Université                                                 | 48° 35′ 09″ nord, 7° 45′ 42″ est | « PA67000094 » | Inscrit               | 2014                                     | Café Brant |
| Cathédrale Notre-Dame cathédrale | Place de la Cathédrale                                                    | 48° 34′ 54″ nord, 7° 45′ 02″ est | « PA00085015 » | Classé                | 1862                                     | Cathédrale Notre-Damecathédrale |
| Chambre de la taille et des subhastations façade, toiture | 2, rue du Vieux-Marché-aux-Grains                                         | 48° 34′ 58″ nord, 7° 44′ 49″ est | « PA00085016 » | Inscrit               | 1937                                     | Chambre de la taille et des subhastationsfaçade, toiture |
| Château d'eau château d'eau | Rue de Koenigshoffen                                                      | 48° 34′ 50″ nord, 7° 43′ 43″ est | « PA00085017 » | Inscrit               | 1984                                     | Château d'eauchâteau d'eau |
| Château de Pourtalès portail d'entrée, façades, toitures, mur séparatif avec grille, vestibule d'entrée, escalier, grand salon avec décor, salon rouge avec décor, salon bleu avec décor, salle à manger des adultes avec décor | 161, rue Mélanie                                                          | 48° 36′ 30″ nord, 7° 48′ 00″ est | « PA00085018 » | Inscrit               | 1984                                     | Château de Pourtalèsportail d'entrée, façades, toitures, mur séparatif avec grille, vestibule d'entrée, escalier, grand salon avec décor, salon rouge avec décor, salon bleu avec décor, salle à manger des adultes avec décor |
| Cimetière juif de Koenigshoffen cimetière | 29, rue de la Tour                                                        | 48° 34′ 39″ nord, 7° 42′ 59″ est | « PA67000058 » | Inscrit               | 2002                                     | Cimetière juif de Koenigshoffencimetière |
| Ancien cinéma U.T. (actuel cinéma Cosmos) façade principale avec portique d'entrée et caisses, façade latérale avec toiture, vestibule avec décor, cage d'escalier, escalier menant au foyer, foyer, escalier d'accès au balcon, grande salle de spectacle avec parterre, balcon au premier étage | 3, rue des Francs Bourgeois Rue des Sept Hommes                           | 48° 34′ 57″ nord, 7° 44′ 45″ est | « PA00085283 » | Inscrit               | 1990                                     | Ancien cinéma U.T. (actuel cinéma Cosmos)façade principale avec portique d'entrée et caisses, façade latérale avec toiture, vestibule avec décor, cage d'escalier, escalier menant au foyer, foyer, escalier d'accès au balcon, grande salle de spectacle avec parterre, balcon au premier étage |
| Citadelle - porte, mur d'escarpe, fossé - porte, fossé | Place du 3e-Régiment-de-Tirailleurs-Algériens                             | 48° 34′ 36″ nord, 7° 46′ 26″ est | « PA00085019 » | Classé                | 1922 1932                                | Citadelle- porte, mur d'escarpe, fossé- porte, fossé |
| Lycée Fustel-de-Coulanges ancien Collège des Jésuites façades, toitures | Place du Château 8, rue des Écrivains                                     | 48° 34′ 55″ nord, 7° 45′ 07″ est | « PA00085020 » | Inscrit               | 1929                                     | Lycée Fustel-de-Coulangesancien Collège des Jésuitesfaçades, toitures |
| ancienne Commanderie Saint-Jean Actuel Siège de l'ENA façades, toitures | 1, rue Sainte-Marguerite                                                  | 48° 34′ 53″ nord, 7° 44′ 16″ est | « PA00085021 » | Inscrit               | 1971                                     | ancienne Commanderie Saint-JeanActuel Siège de l'ENAfaçades, toitures |
| Ancien commissariat central (ancien hôtel du Gouverneur militaire ou du Maréchal de Bourg) façades, toitures, salons en enfilade, passage couvert, décor sculpté, aile latérale | 11, rue de la Nuée Bleue                                                  | 48° 35′ 06″ nord, 7° 45′ 07″ est | « PA00085055 » | Inscrit               | 2013                                     | Ancien commissariat central (ancien hôtel du Gouverneur militaire ou du Maréchal de Bourg)façades, toitures, salons en enfilade, passage couvert, décor sculpté, aile latérale |
| Direction régionale des Impôts façades, toitures, hall d'entrée, escaliers avec cages, éléments d'origine du premier étage, couloirs voûtés, portes d'accès aux bureaux, salle des séances médiane avec décor, salons d'angle avec décor | 4, place de la République 25, avenue des Vosges                           | 48° 35′ 19″ nord, 7° 45′ 14″ est | « PA67000010 » | Inscrit               | 1996                                     | Direction régionale des Impôtsfaçades, toitures, hall d'entrée, escaliers avec cages, éléments d'origine du premier étage, couloirs voûtés, portes d'accès aux bureaux, salle des séances médiane avec décor, salons d'angle avec décor |
| Direction régionale des Douanes façade principale | 11, avenue de la Liberté                                                  | 48° 35′ 12″ nord, 7° 45′ 27″ est | « PA00085314 » | Inscrit               | 1992                                     | Direction régionale des Douanesfaçade principale |
| Ancienne douane façades, toitures | Rue de la Douane                                                          | 48° 34′ 46″ nord, 7° 44′ 59″ est | « PA00085022 » | Classé                | 1948                                     | Ancienne douanefaçades, toitures |
| École supérieure des arts décoratifs façade principale avec décor | 1, rue de l'Académie                                                      | 48° 34′ 57″ nord, 7° 45′ 33″ est | « PA00085023 » | Inscrit               | 1981                                     | École supérieure des arts décoratifsfaçade principale avec décor |
| Église Sainte-Aurélie église | 4-5, place Sainte-Aurélie                                                 | 48° 34′ 53″ nord, 7° 44′ 00″ est | « PA00085024 » | Classé                | 1988                                     | Église Sainte-Aurélieéglise |
| Église Sainte-Madeleine vestiges du chœur avec peintures | Place Sainte-Madeleine                                                    | 48° 34′ 48″ nord, 7° 45′ 17″ est | « PA00085028 » | Classé                | 1898                                     | Église Sainte-Madeleinevestiges du chœur avec peintures |
| Église Saint-Étienne église | 2, rue de la Pierre-Large                                                 | 48° 35′ 00″ nord, 7° 45′ 21″ est | « PA00085025 » | Classé                | 1862                                     | Église Saint-Étienneéglise |
| Église Saint-Guillaume église avec jubé et vitraux | Rue Saint-Guillaume                                                       | 48° 34′ 55″ nord, 7° 45′ 28″ est | « PA00085026 » | Inscrit               | 1985                                     | Église Saint-Guillaumeéglise avec jubé et vitraux |
| Église Saint-Jean pignon ouest, galerie | Quai Saint-Jean                                                           | 48° 35′ 04″ nord, 7° 44′ 25″ est | « PA00085027 » | Inscrit               | 1946                                     | Église Saint-Jeanpignon ouest, galerie |
| Église Saint-Joseph église, presbytère et jardin, mur de clôture | 1, place Saint-Joseph                                                     | 48° 34′ 50″ nord, 7° 42′ 44″ est | « PA67000105 » | Inscrit               | 2019                                     | Église Saint-Josephéglise, presbytère et jardin, mur de clôture |
| Église Saint-Nicolas église | Quai Saint-Nicolas                                                        | 48° 34′ 42″ nord, 7° 44′ 54″ est | « PA00135152 » | Classé                | 1995                                     | Église Saint-Nicolaséglise |
| Église Saint-Paul église | Place du Général-Eisenhower                                               | 48° 35′ 10″ nord, 7° 45′ 35″ est | « PA00085029 » | Classé                | 1998                                     | Église Saint-Pauléglise |
| Église Saint-Paul de Koenigshoffen église | Rue de la Tour                                                            | 48° 34′ 40″ nord, 7° 42′ 51″ est | « PA67000018 » | Inscrit               | 1997                                     | Église Saint-Paul de Koenigshoffenéglise |
| Église protestante Saint-Pierre-le-Jeune cloître | Place Saint-Pierre-le-Jeune Rue de la Nuée-Bleue                          | 48° 35′ 08″ nord, 7° 44′ 47″ est | « PA67000037 » | Inscrit               | 1999                                     | Église protestante Saint-Pierre-le-Jeunecloître |
| Église protestante Saint-Pierre-le-Jeune église | Place Saint-Pierre-le-Jeune Rue de la Nuée-Bleue                          | 48° 35′ 08″ nord, 7° 44′ 47″ est | « PA00085030 » | Inscrit               | 1862                                     | Église protestante Saint-Pierre-le-Jeuneéglise |
| Église Saint-Pierre-le-Vieux église | 1, Grand Rue                                                              | 48° 34′ 58″ nord, 7° 44′ 23″ est | « PA00085031 » | Inscrit               | 1981                                     | Église Saint-Pierre-le-Vieuxéglise |
| Église Saint-Thomas église | 4, rue Martin-Luther                                                      | 48° 34′ 47″ nord, 7° 44′ 43″ est | « PA00085032 » | Classé                | 1862                                     | Église Saint-Thomaséglise |
| Enceinte urbaine médiévale tronçon de l'enceinte | Boulevard Président-Wilson Rue Georges-Wodli                              | 48° 35′ 14″ nord, 7° 44′ 15″ est | « PA67000051 » | Inscrit               | 2001                                     | Enceinte urbaine médiévaletronçon de l'enceinte |
| Enceinte du Moyen Âge restes de l'enceinte | Place Sainte-Madeleine                                                    | 48° 34′ 46″ nord, 7° 45′ 19″ est | « PA00085033 » | Inscrit               | 1929                                     | Enceinte du Moyen Âgerestes de l'enceinte |
| Faculté de droit faculté | 1, place d'Athènes                                                        | 48° 34′ 44″ nord, 7° 46′ 05″ est | « PA67000064 » | Inscrit               | 2005                                     | Faculté de droitfaculté |
| Faubourg-jardin du Stockfeld tracé de la cité-jardin, façades, toitures des bâtiments et annexes, clôtures sur rue, jardins, alignements d'arbres | Stockfeld                                                                 | 48° 31′ 50″ nord, 7° 46′ 12″ est | « PA67000013 » | Inscrit               | 1996                                     | Faubourg-jardin du Stockfeldtracé de la cité-jardin, façades, toitures des bâtiments et annexes, clôtures sur rue, jardins, alignements d'arbres |
| Fonderie de canons façades, toitures | 18, place Broglie                                                         | 48° 35′ 10″ nord, 7° 45′ 06″ est | « PA00085035 » | Inscrit               | 1929                                     | Fonderie de canonsfaçades, toitures |
| Fortifications allemandes Kriegstor cavalier 11 (caserne, traverses, abris, magasin à poudre, caponnière cuirassée), cavalier 15 (façades, magasin à poudre), cavalier 16 (caserne, atelier d'artillerie, magasin à poudre, traverses, abris), cavalier 17 (traverses, abris, poterne, locaux enterrés, caponnière, corps de garde, atelier d'artillerie, magasin à poudre, magasin frigorifique avec matériel technique, mur de l'ancien tunnel), porte de guerre, caponnière, courtine, traverses, abris entre cavaliers 15 et 16, magasins à matériel n° 8, 9, 10, 11 et 13, volumétrie de la fortification, crêtes d'artillerie, places d'armes, fossés et talus, fossé des Remparts | Rue du rempart                                                            | 48° 35′ 15″ nord, 7° 43′ 51″ est | « PA67000083 » | Inscrit               | 2009                                     | Fortifications allemandes Kriegstorcavalier 11 (caserne, traverses, abris, magasin à poudre, caponnière cuirassée), cavalier 15 (façades, magasin à poudre), cavalier 16 (caserne, atelier d'artillerie, magasin à poudre, traverses, abris), cavalier 17 (traverses, abris, poterne, locaux enterrés, caponnière, corps de garde, atelier d'artillerie, magasin à poudre, magasin frigorifique avec matériel technique, mur de l'ancien tunnel), porte de guerre, caponnière, courtine, traverses, abris entre cavaliers 15 et 16, magasins à matériel n° 8, 9, 10, 11 et 13, volumétrie de la fortification, crêtes d'artillerie, places d'armes, fossés et talus, fossé des Remparts |
| Gare bâtiment principal, halle métallique | Place de la Gare                                                          | 48° 35′ 06″ nord, 7° 44′ 04″ est | « PA00085036 » | Inscrit               | 1984                                     | Garebâtiment principal, halle métallique |
| Anciennes Glacières vannes, éléments formant le clos et le couvert | 3-5, rue des Moulins                                                      | 48° 34′ 51″ nord, 7° 44′ 30″ est | « PA00085291 » | Inscrit               | 1991                                     | Anciennes Glacièresvannes, éléments formant le clos et le couvert |
| Grand Séminaire puits | 2, rue des Frères                                                         | 48° 34′ 57″ nord, 7° 45′ 08″ est | « PA00085041 » | Classé                | 1939                                     | Grand Séminairepuits |
| Grenier grenier avec structure intérieure | 8, rue Modeste-Schickelé                                                  | 48° 34′ 51″ nord, 7° 45′ 16″ est | « PA67000063 » | Inscrit               | 2004                                     | Greniergrenier avec structure intérieure |
| Haras national - grande écurie, entrée principale - façades et toitures sauf bâtiments en bordure de rue et petite aile, escalier à balustres | 1, rue Sainte-Élisabeth                                                   | 48° 34′ 37″ nord, 7° 44′ 36″ est | « PA00085042 » | Classé                | 1922 1987                                | Haras national- grande écurie, entrée principale- façades et toitures sauf bâtiments en bordure de rue et petite aile, escalier à balustres |
| Hôpital civil - bâtiment principal, salle d'anatomie, tour et porte (vestiges de l'enceinte du Moyen Âge) - façades et toitures du pavillon animalier - ancienne Pharmacie, maison des Sœurs - pavillon de gardien, deux piédroits en grès, deux jambes de raidissement en grès, porte sud (deux loges de gardien avec grille), porte Kirschleger (loge de portier avec portail) | Place de l'Hôpital                                                        | 48° 34′ 33″ nord, 7° 44′ 47″ est | « PA00085043 » | Inscrit               | 1929 1989 2011 2012 2015[réf. souhaitée] | Hôpital civil- bâtiment principal, salle d'anatomie, tour et porte (vestiges de l'enceinte du Moyen Âge)- façades et toitures du pavillon animalier- ancienne Pharmacie, maison des Sœurs- pavillon de gardien, deux piédroits en grès, deux jambes de raidissement en grès, porte sud (deux loges de gardien avec grille), porte Kirschleger (loge de portier avec portail) |
| Hôpital militaire Gaujot façades, toitures du pavillon d'entrée | 2, rue de l'Hôpital-Militaire                                             | 48° 34′ 41″ nord, 7° 45′ 34″ est | « PA00085044 » | Inscrit               | 1929                                     | Hôpital militaire Gaujotfaçades, toitures du pavillon d'entrée |
| Hôtel façade sur eau et sur place | 4, place du Marché-aux-Poissons                                           | 48° 34′ 49″ nord, 7° 45′ 06″ est | « PA00085046 » | Inscrit               | 1935                                     | Hôtelfaçade sur eau et sur place |
| Hôtel hall d'entrée et palier du premier étage avec peintures, escalier principal avec garde-corps, trois salons en enfilade avec décor et remplois, puits avec superstructure | 37, allée de la Robertsau                                                 | 48° 35′ 20″ nord, 7° 45′ 57″ est | « PA00085037 » | Inscrit               | 1986                                     | Hôtelhall d'entrée et palier du premier étage avec peintures, escalier principal avec garde-corps, trois salons en enfilade avec décor et remplois, puits avec superstructure |
| Hôtel façades, toitures sauf vitrines, escalier à balustres, salons (Théophile Schuler, Adolphe Seyboth, J.-F. Buch, Hugo et Hans Haug, Goguel-Schoop, Charles Muller, Louis-Philippe) | 20, rue des Serruriers                                                    | 48° 34′ 51″ nord, 7° 44′ 51″ est | « PA00085047 » | Inscrit               | 1987                                     | Hôtelfaçades, toitures sauf vitrines, escalier à balustres, salons (Théophile Schuler, Adolphe Seyboth, J.-F. Buch, Hugo et Hans Haug, Goguel-Schoop, Charles Muller, Louis-Philippe) |
| Hôtel d'Andlau (annexe du lycée Fustel de Coulanges) façade principales | 8, rue des Écrivains                                                      | 48° 34′ 56″ nord, 7° 45′ 12″ est | « PA00085048 » | Inscrit               | 1929                                     | Hôtel d'Andlau (annexe du lycée Fustel de Coulanges)façade principales |
| Hôtel d'Andlau-Klinglin -- façades, toiture, trois pièces avec cheminées et trumeaux, escalier d'honneur - vestibule d'entrée - escalier en vis dans la tourelle, fragment d'encadrement gothique, parquet marqueté, escalier en bois avec garde-corps | 25, rue de la Nuée-Bleue                                                  | 48° 35′ 06″ nord, 7° 44′ 53″ est | « PA00085049 » | Classé Inscrit Classé | 1921 1991                                | Hôtel d'Andlau-Klinglin-- façades, toiture, trois pièces avec cheminées et trumeaux, escalier d'honneur- vestibule d'entrée- escalier en vis dans la tourelle, fragment d'encadrement gothique, parquet marqueté, escalier en bois avec garde-corps |
| Hôtel des Boecklin de Boecklinsau (hôtel du Directoire de la noblesse de Basse-Alsace) hôtel | 17, place Saint-Étienne                                                   | 48° 34′ 59″ nord, 7° 45′ 16″ est | « PA00085053 » | Classé                | 1927                                     | Hôtel des Boecklin de Boecklinsau (hôtel du Directoire de la noblesse de Basse-Alsace)hôtel |
| Hôtel Brackenhoffer portes sur rue et sur cour avec vantaux | 11, rue de l'Épine                                                        | 48° 34′ 50″ nord, 7° 44′ 52″ est | « PA00085045 » | Inscrit               | 1934                                     | Hôtel Brackenhofferportes sur rue et sur cour avec vantaux |
| Hôtel Brion (hôtel Marguerite) façade et toiture sur rue, grille d'entrée | 22, rue Sleidan                                                           | 48° 35′ 09″ nord, 7° 46′ 06″ est | « PA00085173 » | Inscrit               | 1975                                     | Hôtel Brion (hôtel Marguerite)façade et toiture sur rue, grille d'entrée |
| Hôtel du Corbeau - façades, toitures - puits | 1, quai des Bateliers                                                     | 48° 34′ 45″ nord, 7° 45′ 08″ est | « PA00085051 » | Classé                | 1930 1933                                | Hôtel du Corbeau- façades, toitures- puits |
| Hôtel de Dartein façade sur rue, escalier | 17, rue des Charpentiers                                                  | 48° 35′ 03″ nord, 7° 45′ 09″ est | « PA00085052 » | Classé                | 1927                                     | Hôtel de Darteinfaçade sur rue, escalier |
| Palais du Gouverneur militaire (hôtel des Deux Ponts) façades, clôture, parterre à la française, vestibule avec escaliers | 13, rue Brûlée Place Broglie                                              | 48° 35′ 06″ nord, 7° 45′ 07″ est | « PA00085054 » | Classé                | 1921                                     | Palais du Gouverneur militaire (hôtel des Deux Ponts)façades, clôture, parterre à la française, vestibule avec escaliers |
| Hôtel de l'Épine hôtel | 9, rue de l'Épine                                                         | 48° 34′ 50″ nord, 7° 44′ 53″ est | « PA00085056 » | Classé                | 1946                                     | Hôtel de l'Épinehôtel |
| Hôtel d'Ettenheimmunster façade, toiture | 3, place de l'Hôpital                                                     | 48° 34′ 39″ nord, 7° 44′ 56″ est | « PA00085057 » | Classé                | 1927                                     | Hôtel d'Ettenheimmunsterfaçade, toiture |
| Hôtel de Franck hôtel | 7, quai Saint-Nicolas                                                     | 48° 34′ 42″ nord, 7° 44′ 52″ est | « PA00085058 » | Inscrit               | 1929                                     | Hôtel de Franckhôtel |
| Hôtel de Furstemberg ancien hôtel | 8, rue des Pucelles                                                       | 48° 35′ 02″ nord, 7° 45′ 15″ est | « PA00085059 » | Inscrit               | 1929                                     | Hôtel de Furstembergancien hôtel |
| Hôtel de Gayling d'Altheim façade, portail, toiture avec lucarne | 20, rue des Veaux                                                         | 48° 34′ 57″ nord, 7° 45′ 19″ est | « PA00085060 » | Inscrit               | 1937                                     | Hôtel de Gayling d'Altheimfaçade, portail, toiture avec lucarne |
| Cour des Couples (ancien hôtel Hammerer) façades et toitures sur rue et sur cour | 9, rue des Couples                                                        | 48° 34′ 46″ nord, 7° 45′ 09″ est | « PA00085100 » | Classé                | 1927                                     | Cour des Couples (ancien hôtel Hammerer)façades et toitures sur rue et sur cour |
| Hôtel de Hanau façades | Place Broglie Rue Brûlée                                                  | 48° 35′ 05″ nord, 7° 45′ 02″ est | « PA00085061 » | Classé                | 1921                                     | Hôtel de Hanaufaçades |
| Hôtel des Joham de Mundolsheim - murs-pignons, porte cochère, escalier à balustres, poteau sculpté, colonnette ionique, façade sur rue, cave voûtée - peintures polychromes avec plafonds et murs | 15, rue des Juifs                                                         | 48° 35′ 01″ nord, 7° 45′ 09″ est | « PA00085062 » | Inscrit Classé        | 1985 1989                                | Hôtel des Joham de Mundolsheim- murs-pignons, porte cochère, escalier à balustres, poteau sculpté, colonnette ionique, façade sur rue, cave voûtée- peintures polychromes avec plafonds et murs |
| Hôtel de Klinglin (Petit Broglie, actuel hôtel du préfet) façades et toitures sauf pavillon latéral gauche, sol de la cour d'honneur, jardins, portails d'entrée, balustrades, grilles de clôture | 19, rue Brûlée                                                            | 48° 35′ 06″ nord, 7° 45′ 11″ est | « PA00085063 » | Classé                | 1970                                     | Hôtel de Klinglin (Petit Broglie, actuel hôtel du préfet)façades et toitures sauf pavillon latéral gauche, sol de la cour d'honneur, jardins, portails d'entrée, balustrades, grilles de clôture |
| Hôtel Magnus | 59, rue du Faubourg-de-Pierre                                             | 48° 35′ 23″ nord, 7° 44′ 42″ est | « PA67000093 » | Inscrit               | 2014                                     | Hôtel Magnus |
| Hôtel de Marabail façade avec vantaux et ferronnerie, escalier, boiseries | 15, rue de l'Arc-en-Ciel                                                  | 48° 35′ 03″ nord, 7° 45′ 16″ est | « PA00085064 » | Inscrit               | 1929                                     | Hôtel de Marabailfaçade avec vantaux et ferronnerie, escalier, boiseries |
| Hôtel de Neuwiller façades et toitures de l'aile postérieure avec balcon et garde-corps, passage d'entrée avec escalier et vantail, façades et toitures des ailes latérales avec vantaux | 4, quai de Paris                                                          | 48° 35′ 04″ nord, 7° 44′ 31″ est | « PA00085065 » | Inscrit               | 1985                                     | Hôtel de Neuwillerfaçades et toitures de l'aile postérieure avec balcon et garde-corps, passage d'entrée avec escalier et vantail, façades et toitures des ailes latérales avec vantaux |
| Hôtel de Rathsamhausen façades sur cour avec tourelles d'escalier, arcades, porte d'entrée | 9, rue des Dentelles                                                      | 48° 34′ 52″ nord, 7° 44′ 35″ est | « PA00085066 » | Inscrit               | 1929                                     | Hôtel de Rathsamhausenfaçades sur cour avec tourelles d'escalier, arcades, porte d'entrée |
| Hôtel de Saxe (ancien Hôtel de Purgerot de Wardener) façade sur rue | 27, rue des Juifs                                                         | 48° 35′ 02″ nord, 7° 45′ 11″ est | « PA00085067 » | Classé                | 1927                                     | Hôtel de Saxe (ancien Hôtel de Purgerot de Wardener)façade sur rue |
| Hôtel Schützenberger façade et toiture sur rue | 76, allée de la Robertsau                                                 | 48° 35′ 30″ nord, 7° 46′ 12″ est | « PA00085038 » | Inscrit               | 1975                                     | Hôtel Schützenbergerfaçade et toiture sur rue |
| Hôtel de la Tribu des Marchands (poêle du Miroir) - façades et toitures sur rue, ancienne salle de concert - vestiges de colonnes, décor néo-classique | 29, rue des Serruriers ,1 rue du Miroir 5, rue Gutenberg                  | 48° 34′ 51″ nord, 7° 44′ 52″ est | « PA00085187 » | Classé Inscrit        | 1984                                     | Hôtel de la Tribu des Marchands (poêle du Miroir)- façades et toitures sur rue, ancienne salle de concert- vestiges de colonnes, décor néo-classique |
| Hôtel Weitz façades et toitures sur cour et sur rue du corps de logis principal et de l'aile en retour avec oriels et balcons | 3, quai Saint-Thomas                                                      | 48° 34′ 44″ nord, 7° 44′ 49″ est | « PA00085068 » | Inscrit               | 1986                                     | Hôtel Weitzfaçades et toitures sur cour et sur rue du corps de logis principal et de l'aile en retour avec oriels et balcons |
| Hôtel des Zorn de Bulach façade et toiture sur rue, bâtiment sur cour avec tourelle | 120, Grand Rue                                                            | 48° 34′ 52″ nord, 7° 44′ 41″ est | « PA00085069 » | Inscrit               | 1929                                     | Hôtel des Zorn de Bulachfaçade et toiture sur rue, bâtiment sur cour avec tourelle |
| Immeuble couloir-vestibule, cage d'escalier avec vitraux, l'ascenseur, cabine et équipements techniques | 16, rue du 22-Novembre                                                    | 48° 34′ 58″ nord, 7° 44′ 31″ est | « PA67000085 » | Inscrit               | 2009                                     | Immeublecouloir-vestibule, cage d'escalier avec vitraux, l'ascenseur, cabine et équipements techniques |
| Immeuble façades sur rue, toiture | 6, rue des Balayeurs 6, place Saint-Nicolas-aux-Ondes                     | 48° 34′ 52″ nord, 7° 45′ 43″ est | « PA00085083 » | Inscrit               | 1978                                     | Immeublefaçades sur rue, toiture |
| Immeuble façades, toitures, tourelle d'escalier, passage d'entrée, vestiges Renaissance | 11, quai des Bateliers                                                    | 48° 34′ 48″ nord, 7° 45′ 09″ est | « PA67000020 » | Inscrit               | 1997                                     | Immeublefaçades, toitures, tourelle d'escalier, passage d'entrée, vestiges Renaissance |
| Immeuble tourelle d'angle, balcons des troisièmes et quatrièmes étage | 1, place Broglie                                                          | 48° 35′ 05″ nord, 7° 44′ 55″ est | « PA00085094 » | Inscrit               | 1975                                     | Immeubletourelle d'angle, balcons des troisièmes et quatrièmes étage |
| Immeuble façades, toitures | 19, rue de la Douane 1, rue de l'Etal                                     | 48° 34′ 47″ nord, 7° 44′ 59″ est | « PA00085105 » | Inscrit               | 1947                                     | Immeublefaçades, toitures |
| Immeuble immeuble | 8, rue du Fossé-des-Tailleurs                                             | 48° 34′ 54″ nord, 7° 44′ 57″ est | « PA00085110 » | Inscrit               | 1946                                     | Immeubleimmeuble |
| Immeuble façades sur rue et sur cour, toiture, escalier | 29, rue des Frères 2, rue du Faisan                                       | 48° 34′ 59″ nord, 7° 45′ 13″ est | « PA00085111 » | Inscrit               | 1931                                     | Immeublefaçades sur rue et sur cour, toiture, escalier |
| Immeuble fenêtre en bois | 31, rue des Frères                                                        | 48° 34′ 59″ nord, 7° 45′ 14″ est | « PA00085112 » | Inscrit               | 1931                                     | Immeublefenêtre en bois |
| Immeuble façades et toitures sur rues, vestibule, escalier avec rampe | 22, rue du Général-de-Castelnau                                           | 48° 35′ 21″ nord, 7° 45′ 04″ est | « PA00085113 » | Inscrit               | 1975                                     | Immeublefaçades et toitures sur rues, vestibule, escalier avec rampe |
| Immeuble quatre travées de la façade | 33-35-37, rue des Grandes-Arcades                                         | 48° 34′ 59″ nord, 7° 44′ 50″ est | « PA00085122 » | Inscrit               | 1984                                     | Immeublequatre travées de la façade |
| Immeuble immeuble | 17, rue des Hallebardes                                                   | 48° 34′ 56″ nord, 7° 44′ 58″ est | « PA67000012 » | Classé                | 1998                                     | Immeubleimmeuble |
| Immeuble tourelle d'escalier, plafond stuqué, chambranles, peintures murales | 22, rue des Hallebardes 15, place de la Cathédrale                        | 48° 34′ 56″ nord, 7° 44′ 59″ est | « PA00085130 » | Inscrit               | 1988                                     | Immeubletourelle d'escalier, plafond stuqué, chambranles, peintures murales |
| Immeuble façades et toitures sur rue et sur passage | 6, quai Kléber                                                            | 48° 35′ 10″ nord, 7° 44′ 36″ est | « PA00085284 » | Inscrit               | 1990                                     | Immeublefaçades et toitures sur rue et sur passage |
| Immeuble façades et toitures du bâtiment principal sauf dépendances | 13, rue Martin-Bucer                                                      | 48° 34′ 53″ nord, 7° 44′ 01″ est | « PA00085139 » | Inscrit               | 1978                                     | Immeublefaçades et toitures du bâtiment principal sauf dépendances |
| Immeuble façades, toitures | 1, quai des Moulins                                                       | 48° 34′ 52″ nord, 7° 44′ 30″ est | « PA00085147 » | Classé                | 1928                                     | Immeublefaçades, toitures |
| Immeuble façades, toitures | 6, rue des Moulins                                                        | 48° 34′ 52″ nord, 7° 44′ 29″ est | « PA00085148 » | Classé                | 1928                                     | Immeublefaçades, toitures |
| Immeuble escalier à balustres, cage d'escalier avec portes | 27, rue de la Nuée-Bleue                                                  | 48° 35′ 05″ nord, 7° 44′ 54″ est | « PA00085149 » | Inscrit               | 1988                                     | Image manquante Téléverser |
| Immeuble façades, toitures, vestibule, cage d'escalier, ascenseur, gaine d'ascenseur | 26, allée de la Robertsau                                                 | 48° 35′ 18″ nord, 7° 45′ 57″ est | « PA67000082 » | Inscrit               | 2009                                     | Immeublefaçades, toitures, vestibule, cage d'escalier, ascenseur, gaine d'ascenseur |
| Immeuble façades, toitures | 56, allée de la Robertsau                                                 | 48° 35′ 25″ nord, 7° 46′ 06″ est | « PA00085156 » | Inscrit               | 1975                                     | Immeublefaçades, toitures |
| Immeuble façades, toitures | 9, rue Sainte-Hélène                                                      | 48° 34′ 56″ nord, 7° 44′ 40″ est | « PA00085162 » | Inscrit               | 1984                                     | Immeublefaçades, toitures |
| Immeuble escalier à balustres, cage d'escalier | 4, quai Saint-Thomas                                                      | 48° 34′ 44″ nord, 7° 44′ 50″ est | « PA00085170 » | Inscrit               | 1988                                     | Immeubleescalier à balustres, cage d'escalier |
| Immeuble façade, toiture | 46, avenue des Vosges                                                     | 48° 35′ 24″ nord, 7° 45′ 03″ est | « PA00085179 » | Inscrit               | 1975                                     | Immeublefaçade, toiture |
| Immeubles façades, toitures, ossature intérieure | 2-4, impasse de la Bière                                                  | 48° 34′ 59″ nord, 7° 45′ 09″ est | « PA00085089 » | Inscrit               | 1971                                     | Immeublesfaçades, toitures, ossature intérieure |
| Immeubles - façades, toitures, boutique voûtée, pièce décorée, pièce du premier étage - escalier de bois - immeubles sauf parties classées | 11, rue Mercière 10, place de la Cathédrale                               | 48° 34′ 54″ nord, 7° 44′ 59″ est | « PA00085144 » | Classé Inscrit        | 1936 1937 2000                           | Immeubles- façades, toitures, boutique voûtée, pièce décorée, pièce du premier étage- escalier de bois- immeubles sauf parties classées |
| Jardin botanique - jardin avec mur de clôture d'origine - serre Victoria | 28, rue Goethe                                                            | 48° 34′ 59″ nord, 7° 46′ 05″ est | « PA00085285 » | Inscrit Classé        | 1990 1993                                | Jardin botanique- jardin avec mur de clôture d'origine- serre Victoria |
| Kornspeicher façades médiévales | Place Broglie                                                             | 48° 35′ 08″ nord, 7° 45′ 09″ est | « PA67000028 » | Inscrit               | 1999                                     | Kornspeicherfaçades médiévales |
| Loge maçonnique façade sur rue, temple | 11, rue du Maréchal-Joffre                                                | 48° 35′ 14″ nord, 7° 45′ 26″ est | « PA00125227 » | Inscrit               | 1993                                     | Loge maçonniquefaçade sur rue, temple |
| Lycée international des Pontonniers lycée international des Pontonniers (façades, toiture, murs et grilles de clôture sauf gymnase, couloirs avec sol, portes d'entrée, escalier principal, cage d'escalier, escalier secondaire, salle des professeurs, bibliothèque des professeurs), maison de la Directrice (façades, toitures, vestibule, hall d'entrée, escalier, cage d'escalier, palier du premier étage) | 1, rue des Pontonniers                                                    | 48° 35′ 03″ nord, 7° 45′ 23″ est | « PA67000059 » | Inscrit               | 2002                                     | Lycée international des Pontonnierslycée international des Pontonniers (façades, toiture, murs et grilles de clôture sauf gymnase, couloirs avec sol, portes d'entrée, escalier principal, cage d'escalier, escalier secondaire, salle des professeurs, bibliothèque des professeurs), maison de la Directrice (façades, toitures, vestibule, hall d'entrée, escalier, cage d'escalier, palier du premier étage) |
| Ancien magasin Neunreiter ancien magasin, cour, terrain d'assiette des anciens magasins, immeuble donnant sur la rue de l'Abreuvoir, le portail ouvrant sur la cour de l'Abreuvoir | 7, rue de l'Abreuvoir                                                     | 48° 34′ 45″ nord, 7° 45′ 36″ est | « PA67000099 » | Inscrit               | 2015                                     | Ancien magasin Neunreiterancien magasin, cour, terrain d'assiette des anciens magasins, immeuble donnant sur la rue de l'Abreuvoir, le portail ouvrant sur la cour de l'Abreuvoir |
| Maison façade et toiture sur rue | 2, rue de l'Abreuvoir                                                     | 48° 34′ 44″ nord, 7° 45′ 36″ est | « PA00085070 » | Inscrit               | 1978                                     | Maisonfaçade et toiture sur rue |
| Maison façade avec oriel | 3, rue de l'Ail                                                           | 48° 34′ 47″ nord, 7° 44′ 48″ est | « PA00085071 » | Inscrit               | 1934                                     | Maisonfaçade avec oriel |
| Maison médaillon sculpté | 7, rue de l'Ail                                                           | 48° 34′ 47″ nord, 7° 44′ 51″ est | « PA00085072 » | Inscrit               | 1929                                     | Maisonmédaillon sculpté |
| Maison façades avec vantaux, toiture, escalier | 12, rue de l'Ail (maison détruite)                                        | 48° 34′ 46″ nord, 7° 44′ 49″ est | « PA00085073 » | Inscrit               | 1929                                     | Maisonfaçades avec vantaux, toiture, escalier |
| Maison portail avec vantaux | 17, rue de l'Ail                                                          | 48° 34′ 48″ nord, 7° 44′ 55″ est | « PA00085074 » | Inscrit               | 1953                                     | Maisonportail avec vantaux |
| Maison portail avec vantaux | 19, rue de l'Ail                                                          | 48° 34′ 48″ nord, 7° 44′ 56″ est | « PA00085075 » | Inscrit               | 1929                                     | Maisonportail avec vantaux |
| Maison porte d'entrée | 5, rue d'Austerlitz                                                       | 48° 34′ 44″ nord, 7° 45′ 08″ est | « PA00085076 » | Inscrit               | 1929                                     | Maisonporte d'entrée |
| Immeuble façades et toitures | 8, rue d'Austerlitz                                                       | 48° 34′ 43″ nord, 7° 45′ 07″ est | « PA67000100 » | Inscrit               | 2015                                     | Immeublefaçades et toitures |
| Maison façades, toitures | 25, rue du Bain-aux-Plantes 1, rue des Meuniers                           | 48° 34′ 54″ nord, 7° 44′ 30″ est | « PA00085145 » | Classé                | 1927                                     | Maisonfaçades, toitures |
| Maison façades, toitures | 27, rue du Bain-aux-Plantes 2, rue des Meuniers                           | 48° 34′ 54″ nord, 7° 44′ 31″ est | « PA00085146 » | Classé                | 1927                                     | Maisonfaçades, toitures |
| Maison façades, toitures | 29, rue du Bain-aux-Plantes                                               | 48° 34′ 54″ nord, 7° 44′ 31″ est | « PA00085078 » | Classé                | 1927                                     | Maisonfaçades, toitures |
| Maison façades, toitures | 31, rue du Bain-aux-Plantes                                               | 48° 34′ 53″ nord, 7° 44′ 31″ est | « PA00085079 » | Classé                | 1927                                     | Maisonfaçades, toitures |
| Maison façades, toitures | 33, rue du Bain-aux-Plantes                                               | 48° 34′ 53″ nord, 7° 44′ 32″ est | « PA00085080 » | Classé                | 1927                                     | Maisonfaçades, toitures |
| Maison façades, toitures | 40, rue du Bain-aux-Plantes 1, rue des Moulins                            | 48° 34′ 53″ nord, 7° 44′ 30″ est | « PA00085081 » | Classé                | 1927                                     | Maisonfaçades, toitures |
| Maison façades sur rue | 23, quai des Bateliers                                                    | 48° 34′ 50″ nord, 7° 45′ 14″ est | « PA00085084 » | Inscrit               | 1937                                     | Maisonfaçades sur rue |
| Maison façades, toiture | 27, quai des Bateliers                                                    | 48° 34′ 51″ nord, 7° 45′ 15″ est | « PA00085085 » | Inscrit               | 1937                                     | Maisonfaçades, toiture |
| Maison façades, toiture | 34, quai des Bateliers                                                    | 48° 34′ 52″ nord, 7° 45′ 18″ est | « PA00085086 » | Inscrit               | 1937                                     | Maisonfaçades, toiture |
| Maison maison | 36, quai des Bateliers                                                    | 48° 34′ 53″ nord, 7° 45′ 19″ est | « PA00085087 » | Inscrit               | 1937                                     | Maisonmaison |
| Maison balcons sur façade et cour, départ d'escalier | 40, quai des Bateliers                                                    | 48° 34′ 54″ nord, 7° 45′ 21″ est | « PA00085088 » | Inscrit               | 1937                                     | Maisonbalcons sur façade et cour, départ d'escalier |
| Maison porte avec vantaux, balcon | 5, rue des Bouchers                                                       | 48° 34′ 43″ nord, 7° 45′ 05″ est | « PA00085090 » | Inscrit               | 1929                                     | Maisonporte avec vantaux, balcon |
| Maison façade | 20, rue des Bouchers                                                      | 48° 34′ 42″ nord, 7° 45′ 03″ est | « PA00085091 » | Inscrit               | 1929                                     | Maisonfaçade |
| Maison façades sur rue et sur cour, toiture, escalier sur cour | 2, place Broglie                                                          | 48° 35′ 05″ nord, 7° 44′ 55″ est | « PA00085093 » | Inscrit               | 1929                                     | Maisonfaçades sur rue et sur cour, toiture, escalier sur cour |
| Maison motif sculpté sur façade | 4, quai de la Bruche                                                      | 48° 34′ 52″ nord, 7° 44′ 21″ est | « PA00085095 » | Inscrit               | 1931                                     | Maisonmotif sculpté sur façade |
| Maison tourelle d'escalier | 15, rue Brûlée                                                            | 48° 35′ 06″ nord, 7° 45′ 10″ est | « PA00085096 » | Classé                | 1939                                     | Maisontourelle d'escalier |
| Maison façades, toitures, escalier, | 10, rue des Dentelles                                                     | 48° 34′ 51″ nord, 7° 44′ 35″ est | « PA00085101 » | Classé                | 1927                                     | Maisonfaçades, toitures, escalier, |
| Maison façade sur rue avec vantaux, vestibule avec plafond et escalier | 7, rue de l'Épine                                                         | 48° 34′ 50″ nord, 7° 44′ 53″ est | « PA00085108 » | Inscrit               | 1929                                     | Maisonfaçade sur rue avec vantaux, vestibule avec plafond et escalier |
| Maison façades, toitures | 2, rue des Fleurs                                                         | 48° 35′ 50″ nord, 7° 46′ 46″ est | « PA00085109 » | Inscrit               | 1986                                     | Maisonfaçades, toitures |
| Maison façade, toiture | 3, place de la Grande-Boucherie                                           | 48° 34′ 48″ nord, 7° 45′ 02″ est | « PA00085114 » | Inscrit               | 1929                                     | Maisonfaçade, toiture |
| Maison façade, toiture | 6, Grand-Rue                                                              | 48° 34′ 57″ nord, 7° 44′ 22″ est | « PA00085115 » | Inscrit               | 1929                                     | Maisonfaçade, toiture |
| Maison façade, toiture | 8, Grand-Rue                                                              | 48° 34′ 57″ nord, 7° 44′ 22″ est | « PA00085116 » | Inscrit               | 1929                                     | Maisonfaçade, toiture |
| Maison façade | 89, Grand-Rue                                                             | 48° 34′ 54″ nord, 7° 44′ 39″ est | « PA00085118 » | Inscrit               | 1929                                     | Maisonfaçade |
| Maison façade avec enseigne, toiture | 98, Grand-Rue                                                             | 48° 34′ 54″ nord, 7° 44′ 36″ est | « PA00085119 » | Inscrit               | 1929                                     | Maisonfaçade avec enseigne, toiture |
| Maison façade, toiture | 101, Grand-Rue                                                            | 48° 34′ 53″ nord, 7° 44′ 41″ est | « PA00085120 » | Inscrit               | 1929                                     | Maisonfaçade, toiture |
| Maison façade, toiture | 126, Grand-Rue                                                            | 48° 34′ 52″ nord, 7° 44′ 43″ est | « PA00085121 » | Inscrit               | 1929                                     | Maisonfaçade, toiture |
| Maison porte d'entrée | 16, rue Gutenberg                                                         | 48° 34′ 53″ nord, 7° 44′ 49″ est | « PA00085124 » | Inscrit               | 1929                                     | Maisonporte d'entrée |
| Maison façade | 20, rue Gutenberg                                                         | 48° 34′ 53″ nord, 7° 44′ 48″ est | « PA00085125 » | Inscrit               | 1929                                     | Maisonfaçade |
| Maison oriel | 22, rue Gutenberg                                                         | 48° 34′ 53″ nord, 7° 44′ 48″ est | « PA00085126 » | Inscrit               | 1929                                     | Maisonoriel |
| Maison façade, toiture | 5, rue des Hallebardes 24, rue des Orfèvres                               | 48° 34′ 55″ nord, 7° 44′ 56″ est | « PA00085127 » | Classé                | 1928                                     | Maisonfaçade, toiture |
| Maison façade, toiture | 7, rue des Hallebardes                                                    | 48° 34′ 55″ nord, 7° 44′ 56″ est | « PA00085128 » | Classé                | 1927                                     | Maisonfaçade, toiture |
| Maison façade avec balcons | 8, rue des Hallebardes                                                    | 48° 34′ 55″ nord, 7° 44′ 57″ est | « PA00085129 » | Inscrit               | 1929                                     | Maisonfaçade avec balcons |
| Maison façade et toiture sur rue | 18, rue Hannong                                                           | 48° 35′ 00″ nord, 7° 44′ 34″ est | « PA00085131 » | Inscrit               | 1984                                     | Maisonfaçade et toiture sur rue |
| Maison façade et toiture sur rue | 25, rue du Jeu-des-Enfants                                                | 48° 35′ 01″ nord, 7° 44′ 32″ est | « PA00085132 » | Inscrit               | 1984                                     | Maisonfaçade et toiture sur rue |
| Maison façade | 11, rue des Juifs                                                         | 48° 35′ 00″ nord, 7° 45′ 08″ est | « PA00085133 » | Inscrit               | 1929                                     | Maisonfaçade |
| Maison façades, toitures | 3, allée Kastner                                                          | 48° 35′ 48″ nord, 7° 46′ 40″ est | « PA00085134 » | Inscrit               | 1984                                     | Maisonfaçades, toitures |
| Maison façades, toitures | 1, place du Marché-aux-Cochons-de-Lait                                    | 48° 34′ 49″ nord, 7° 45′ 04″ est | « PA00085135 » | Inscrit               | 1929                                     | Maisonfaçades, toitures |
| Maison façade, toiture | 8, place du Marché-aux-Cochons-de-Lait                                    | 48° 34′ 50″ nord, 7° 45′ 04″ est | « PA00085136 » | Classé                | 1931                                     | Maisonfaçade, toiture |
| Maison façades, toiture | 2, place du Marché-aux-Poissons                                           | 48° 34′ 50″ nord, 7° 45′ 07″ est | « PA00085137 » | Inscrit               | 1935                                     | Maisonfaçades, toiture |
| Maison façades, toiture | 11, rue du Maroquin                                                       | 48° 34′ 51″ nord, 7° 45′ 02″ est | « PA00085138 » | Inscrit               | 1929                                     | Maisonfaçades, toiture |
| Maison portail d'entrée, grille | 15, rue Mélanie                                                           | 48° 36′ 13″ nord, 7° 47′ 03″ est | « PA00085140 » | Inscrit               | 1984                                     | Maisonportail d'entrée, grille |
| Maison façades, toitures | 2, rue Mercière 54, rue du Vieux-Marché-aux-Poissons                      | 48° 34′ 52″ nord, 7° 44′ 57″ est | « PA00085141 » | Inscrit               | 1929                                     | Maisonfaçades, toitures |
| Maison façade, toiture | 4, rue Mercière                                                           | 48° 34′ 52″ nord, 7° 44′ 58″ est | « PA00085142 » | Inscrit               | 1929                                     | Maisonfaçade, toiture |
| Maison façade | 10, rue Mercière                                                          | 48° 34′ 53″ nord, 7° 44′ 59″ est | « PA00085143 » | Inscrit               | 1929                                     | Maisonfaçade |
| Maison façade et toiture sur rue | 8, rue des Poules                                                         | 48° 34′ 50″ nord, 7° 45′ 29″ est | « PA00085151 » | Inscrit               | 1978                                     | Maisonfaçade et toiture sur rue |
| Maison façade, toiture | 2, rue de Poumon                                                          | 48° 34′ 50″ nord, 7° 44′ 56″ est | « PA00085152 » | Inscrit               | 1929                                     | Maisonfaçade, toiture |
| Maison maison | 10, rue des Pucelles                                                      | 48° 35′ 03″ nord, 7° 45′ 14″ est | « PA00085153 » | Inscrit               | 1929                                     | Maisonmaison |
| Maison façades avec oriel, toiture | 2, rue de la Râpe                                                         | 48° 34′ 53″ nord, 7° 45′ 10″ est | « PA00085154 » | Inscrit               | 1934                                     | Maisonfaçades avec oriel, toiture |
| Maison façade avec peintures | 6, rue du Renard-Prêchant                                                 | 48° 34′ 46″ nord, 7° 45′ 26″ est | « PA00085155 » | Inscrit               | 1929                                     | Maisonfaçade avec peintures |
| Maison jambages de porte | 21, rue Sainte-Barbe                                                      | 48° 34′ 53″ nord, 7° 44′ 45″ est | « PA00085157 » | Inscrit               | 1929                                     | Maisonjambages de porte |
| Maison façades, toitures | 1, place Saint-Étienne 2 rue du Ciel                                      | 48° 34′ 59″ nord, 7° 45′ 15″ est | « PA00085158 » | Inscrit               | 1931                                     | Maisonfaçades, toitures |
| Maison parties sculptées de la façade | 6, place Saint-Étienne                                                    | 48° 35′ 00″ nord, 7° 45′ 17″ est | « PA00085159 » | Inscrit               | 1931                                     | Maisonparties sculptées de la façade |
| Maison façade, toiture | 7, place Saint-Étienne                                                    | 48° 35′ 00″ nord, 7° 45′ 17″ est | « PA00085160 » | Inscrit               | 1929                                     | Maisonfaçade, toiture |
| Maison façade, toiture | 11, place Saint-Étienne                                                   | 48° 35′ 00″ nord, 7° 45′ 18″ est | « PA00085161 » | Inscrit               | 1931                                     | Maisonfaçade, toiture |
| Maison façade, escalier à vis | 1, quai Saint-Nicolas                                                     | 48° 34′ 41″ nord, 7° 44′ 49″ est | « PA00085163 » | Inscrit               | 1929                                     | Maisonfaçade, escalier à vis |
| Maison façade, toiture | 13, quai Saint-Nicolas                                                    | 48° 34′ 43″ nord, 7° 44′ 57″ est | « PA00085164 » | Inscrit               | 1929                                     | Maisonfaçade, toiture |
| Maison façade, toiture | 14, quai Saint-Nicolas                                                    | 48° 34′ 43″ nord, 7° 44′ 58″ est | « PA00085165 » | Inscrit               | 1929                                     | Maisonfaçade, toiture |
| Maison façade, toiture | 15, quai Saint-Nicolas                                                    | 48° 34′ 43″ nord, 7° 44′ 58″ est | « PA00085166 » | Inscrit               | 1929                                     | Maisonfaçade, toiture |
| Maison façade, toiture | 16, quai Saint-Nicolas                                                    | 48° 34′ 43″ nord, 7° 44′ 58″ est | « PA00085167 » | Inscrit               | 1929                                     | Maisonfaçade, toiture |
| Maison façades et toitures sur rue et sur cour, escalier | 20, quai Saint-Nicolas                                                    | 48° 34′ 44″ nord, 7° 45′ 01″ est | « PA00085168 » | Inscrit               | 1929                                     | Maisonfaçades et toitures sur rue et sur cour, escalier |
| Maison (actuel Musée alsacien) façade, toiture | 24, quai Saint-Nicolas                                                    | 48° 34′ 45″ nord, 7° 45′ 02″ est | « PA00085169 » | Inscrit               | 1929                                     | Maison (actuel Musée alsacien)façade, toiture |
| Maison façade avec oriel | 17, rue des Serruriers                                                    | 48° 34′ 49″ nord, 7° 44′ 48″ est | « PA00085171 » | Inscrit               | 1929                                     | Maisonfaçade avec oriel |
| Maison façades, toitures | 22, rue des Serruriers                                                    | 48° 34′ 52″ nord, 7° 44′ 52″ est | « PA00085172 » | Inscrit               | 1929                                     | Maisonfaçades, toitures |
| Maison façade | 10, rue des Tonneliers                                                    | 48° 34′ 48″ nord, 7° 44′ 58″ est | « PA00085174 » | Inscrit               | 1929                                     | Maisonfaçade |
| Maison rez-de-chaussée de la façade | 19, rue des Tonneliers                                                    | 48° 34′ 49″ nord, 7° 44′ 56″ est | « PA00085175 » | Inscrit               | 1929                                     | Maisonrez-de-chaussée de la façade |
| Maison façade sur rue, escalier sur cour | 23, rue des Tonneliers                                                    | 48° 34′ 50″ nord, 7° 44′ 56″ est | « PA00085176 » | Inscrit               | 1929                                     | Maisonfaçade sur rue, escalier sur cour |
| Maison façades sur cour et sur rue, galeries, escalier sur cour | 40, rue du Vieux-Marché-aux-Poissons                                      | 48° 34′ 51″ nord, 7° 44′ 58″ est | « PA00085177 » | Classé                | 1928                                     | Maisonfaçades sur cour et sur rue, galeries, escalier sur cour |
| Maison porte, trois fenêtres, fontaine murale | 5, rue du Vieux-Seigle                                                    | 48° 34′ 55″ nord, 7° 44′ 48″ est | « PA00085178 » | Inscrit               | 1965                                     | Maisonporte, trois fenêtres, fontaine murale |
| Maison d'Alfred Marzolff façades, toitures, vestibule d'entrée, halle d'entrée, escalier, salon, salle à manger, atelier | 3, rue des Pontonniers                                                    | 48° 35′ 04″ nord, 7° 45′ 24″ est | « PA67000060 » | Inscrit               | 2002                                     | Maison d'Alfred Marzolfffaçades, toitures, vestibule d'entrée, halle d'entrée, escalier, salon, salle à manger, atelier |
| Maison à l'Ange (ancienne maison du négociant Rubin) façades, toiture, escalier principal | 15, rue du Faubourg-de-Saverne                                            | 48° 35′ 07″ nord, 7° 44′ 25″ est | « PA67000045 » | Inscrit               | 2000                                     | Maison à l'Ange (ancienne maison du négociant Rubin)façades, toiture, escalier principal |
| Maison Baer façade, toiture | 3, rue du Bouclier                                                        | 48° 34′ 51″ nord, 7° 44′ 38″ est | « PA00085092 » | Inscrit               | 1929                                     | Maison Baerfaçade, toiture |
| Maison Bowe façades, toiture, mur de clôture avec garde-corps | 50, route du Polygone                                                     | 48° 34′ 08″ nord, 7° 45′ 24″ est | « PA00135151 » | Inscrit               | 1995                                     | Maison Bowefaçades, toiture, mur de clôture avec garde-corps |
| Maison aux Cigognes portail avec bas-relief | 14, rue des Orfèvres                                                      | 48° 34′ 57″ nord, 7° 44′ 56″ est | « PA00085150 » | Inscrit               | 1929                                     | Maison aux Cigognesportail avec bas-relief |
| Maison Ferrier façade avec balcon | 79, Grand Rue                                                             | 48° 34′ 54″ nord, 7° 44′ 37″ est | « PA00085117 » | Inscrit               | 1930                                     | Maison Ferrierfaçade avec balcon |
| Maison Kammerzell maison | 16, place de la Cathédrale                                                | 48° 34′ 55″ nord, 7° 44′ 59″ est | « PA00085098 » | Inscrit               | 1929                                     | Maison Kammerzellmaison |
| Maison Lauth (maison Kauw) façade sur rue, toiture | 1-3, rue de la Douane                                                     | 48° 34′ 45″ nord, 7° 44′ 55″ est | « PA00085104 » | Classé                | 1928                                     | Maison Lauth (maison Kauw)façade sur rue, toiture |
| Maison de la Radio et de la Télévision décor en céramique, mur de support de l'auditorium | Place de Bordeaux                                                         | 48° 35′ 41″ nord, 7° 45′ 35″ est | « PA00085097 » | Classé                | 1983                                     | Maison de la Radio et de la Télévisiondécor en céramique, mur de support de l'auditorium |
| Maison Saré façade | 17, rue du Dôme                                                           | 48° 34′ 59″ nord, 7° 45′ 02″ est | « PA00085102 » | Classé                | 1927                                     | Maison Saréfaçade |
| Maison Spach façade | 18, rue du Dôme                                                           | 48° 34′ 59″ nord, 7° 45′ 02″ est | « PA00085103 » | Classé                | 1927                                     | Maison Spachfaçade |
| Maison des Tanneurs façades, toitures | 42, rue du Bain-aux-Plantes                                               | 48° 34′ 53″ nord, 7° 44′ 31″ est | « PA00085082 » | Classé                | 1927                                     | Maison des Tanneursfaçades, toitures |
| Maison Williame niche avec statue, porte et balcon | 7, rue des Écrivains 12, rue de la Râpe                                   | 48° 34′ 54″ nord, 7° 45′ 12″ est | « PA00085106 » | Inscrit               | 1931                                     | Maison Williameniche avec statue, porte et balcon |
| Maisons - n° 5 (balcon en fer forgé) - n° 3 (portail d'entrée avec vantaux, escalier sur cour) - n° 3 (plafond gothique, plafond stuqué Renaissance, trumeau de la cheminée), n° 5 (oriel, linteau, escalier en vis) | 3-5, rue de l'Épine                                                       | 48° 34′ 49″ nord, 7° 44′ 54″ est | « PA00085107 » | Inscrit               | 1929 1991                                | Maisons- n° 5 (balcon en fer forgé)- n° 3 (portail d'entrée avec vantaux, escalier sur cour)- n° 3 (plafond gothique, plafond stuqué Renaissance, trumeau de la cheminée), n° 5 (oriel, linteau, escalier en vis) |
| Manufacture des tabacs façades et toitures des bâtiments des XIXe et XXe siècles, aile est | 7, rue de la Krutenau                                                     | 48° 34′ 52″ nord, 7° 45′ 29″ est | « PA67000102 » | Inscrit               | 2016                                     | Manufacture des tabacsfaçades et toitures des bâtiments des XIXe et XXe siècles, aile est |
| Manoir du Contades (villa Osterloff) façades, toitures, terrasses, grille sur rue avec portails | 10, rue des Arquebusiers                                                  | 48° 35′ 28″ nord, 7° 45′ 37″ est | « PA00085195 » | Inscrit               | 1985                                     | Manoir du Contades (villa Osterloff)façades, toitures, terrasses, grille sur rue avec portails |
| Monument du général Desaix monument avec jardin | Place du Maréchal-de-Lattre-de-Tassigny                                   | 48° 34′ 32″ nord, 7° 45′ 15″ est | « PA00085180 » | Classé                | 1922                                     | Monument du général Desaixmonument avec jardin |
| Musée alsacien façades et toitures sur quai et sur cour, escalier sur cour | 23, quai Saint-Nicolas                                                    | 48° 34′ 45″ nord, 7° 45′ 02″ est | « PA00085182 » | Inscrit               | 1929                                     | Musée alsacienfaçades et toitures sur quai et sur cour, escalier sur cour |
| Musée historique anciennes Grandes Boucheries | 2, rue du Vieux-Marché-aux-Poissons                                       | 48° 34′ 48″ nord, 7° 47′ 12″ est | « PA00085040 » | Classé                | 1928                                     | Musée historiqueanciennes Grandes Boucheries |
| Musée de l'Œuvre Notre-Dame - maison - façades, toitures, escalier intérieur | 3, place du Château                                                       | 48° 34′ 51″ nord, 7° 45′ 05″ est | « PA00085099 » | Classé                | 1862 1927                                | Musée de l'Œuvre Notre-Dame- maison- façades, toitures, escalier intérieur |
| Neue Bau (ancien Hôtel de ville, actuel Hôtel de la Chambre de Commerce et d'Industrie de Strasbourg et du Bas-Rhin) - pièces voûtées avec caveau, deux escaliers, enfilade des quatre salles à décor Empire - façades, toitures des ailes Renaissance avec charpente, façades et toitures de l'aile 19e | 10, place Gutenberg                                                       | 48° 34′ 52″ nord, 7° 44′ 54″ est | « PA00085050 » | Inscrit Classé        | 1995 1998                                | Neue Bau (ancien Hôtel de ville, actuel Hôtel de la Chambre de Commerce et d'Industrie de Strasbourg et du Bas-Rhin)- pièces voûtées avec caveau, deux escaliers, enfilade des quatre salles à décor Empire- façades, toitures des ailes Renaissance avec charpente, façades et toitures de l'aile 19e |
| Opéra façade sur place | 19, place Broglie                                                         | 48° 35′ 09″ nord, 7° 45′ 08″ est | « PA00085193 » | Classé                | 1921                                     | Opérafaçade sur place |
| ancien palais de la diète d'Alsace-Lorraine (actuel Théâtre national) - salle de théâtre - façades, toitures, escaliers d'accès | 7, place de la République                                                 | 48° 35′ 10″ nord, 7° 45′ 19″ est | « PA00085313 » | Inscrit Classé        | 1992 1995                                | ancien palais de la diète d'Alsace-Lorraine (actuel Théâtre national)- salle de théâtre- façades, toitures, escaliers d'accès |
| Palais épiscopal palais | 3, rue du Parchemin 16, rue Brûlée                                        | 48° 35′ 05″ nord, 7° 45′ 12″ est | « PA00085034 » | Inscrit               | 1929                                     | Palais épiscopalpalais |
| Palais des Fêtes palais avec huisseries et éléments immeubles | 5, rue Sellénick 2-4, rue de Phalsbourg 34, boulevard Clemenceau          | 48° 35′ 27″ nord, 7° 44′ 58″ est | « PA67000073 » | Inscrit               | 2007                                     | Palais des Fêtespalais avec huisseries et éléments immeubles |
| Palais de Justice façades, toitures avec pylônes, clôture de cour, vestibule d'entrée, salle des pas-perdus avec escaliers et galeries, salle d'audience avec lambris et plafonds | Quai Finkmatt                                                             | 48° 35′ 17″ nord, 7° 44′ 53″ est | « PA00085312 » | Inscrit               | 1992                                     | Palais de Justicefaçades, toitures avec pylônes, clôture de cour, vestibule d'entrée, salle des pas-perdus avec escaliers et galeries, salle d'audience avec lambris et plafonds |
| Palais du Rhin (ancien Palais impérial allemand ou Kaiserpalatz) palais, parc attenant avec grille | 1-2-3, place de la République                                             | 48° 35′ 15″ nord, 7° 45′ 09″ est | « PA00085183 » | Classé                | 1993                                     | Palais du Rhin (ancien Palais impérial allemand ou Kaiserpalatz)palais, parc attenant avec grille |
| Écuries du palais du Rhin écuries | 9, rue du Général-Frère                                                   | 48° 35′ 18″ nord, 7° 45′ 07″ est | « PA00085297 » | Classé                | 2009                                     | Écuries du palais du Rhinécuries |
| Palais Rohan (actuel Musée archéologique et Musée des Beaux Arts et Arts Décoratifs) palais | 2, place du Château                                                       | 48° 34′ 52″ nord, 7° 45′ 08″ est | « PA00085184 » | Classé                | 1920                                     | Palais Rohan (actuel Musée archéologique et Musée des Beaux Arts et Arts Décoratifs)palais |
| Palais universitaire - façades avec décor - hall d'entrée, atrium, escaliers principaux, galeries de circulation avec décor | 9, place de l'Université                                                  | 48° 35′ 05″ nord, 7° 45′ 45″ est | « PA00085185 » | Inscrit Classé        | 1990                                     | Palais universitaire- façades avec décor- hall d'entrée, atrium, escaliers principaux, galeries de circulation avec décor |
| Parc de l'Orangerie - pavillon Joséphine - parc avec fabrique, fontaines, groupes sculptés, éléments immobiliers divers | Avenue de l'Europe                                                        | 48° 35′ 31″ nord, 7° 46′ 34″ est | « PA00085186 » | Inscrit Classé        | 1929 1993                                | Parc de l'Orangerie- pavillon Joséphine- parc avec fabrique, fontaines, groupes sculptés, éléments immobiliers divers |
| Pfälzerhaus immeuble avec éléments de menuiserie et de ferronnerie, clôtures extérieurs, mur de soutènement | 6, rue Pierre-Bucher                                                      | 48° 35′ 06″ nord, 7° 45′ 20″ est | « PA67000078 » | Inscrit               | 2008                                     | Pfälzerhausimmeuble avec éléments de menuiserie et de ferronnerie, clôtures extérieurs, mur de soutènement |
| Pont Saint-Thomas pont métallique | Quai Saint-Thomas                                                         | 48° 34′ 45″ nord, 7° 44′ 42″ est | « PA00085188 » | Classé                | 1995                                     | Pont Saint-Thomaspont métallique |
| Ponts couverts quatre tours, batteries |                                                                           | 48° 34′ 48″ nord, 7° 44′ 22″ est | « PA00085192 » | Classé                | 1928                                     | Ponts couvertsquatre tours, batteries |
| Ancien corps de garde de la Porte des Juifs travée | 3, rue Pierre-Bucher                                                      | 48° 35′ 06″ nord, 7° 45′ 21″ est | « PA00085189 » | Inscrit               | 1988                                     | Ancien corps de garde de la Porte des Juifstravée |
| Poste d'aiguillage du Krimmeri façades, toitures | Avenue de Colmar                                                          | 48° 33′ 48″ nord, 7° 45′ 10″ est | « PA00085190 » | Inscrit               | 1988                                     | Poste d'aiguillage du Krimmerifaçades, toitures |
| Préfecture administrative de la région Grand Est et du Bas-Rhin façades, toitures, hall d'entrée, escaliers avec cages, couloirs voûtés, portes d'accès aux bureaux | 5, place de la République                                                 | 48° 35′ 18″ nord, 7° 45′ 18″ est | « PA67000011 » | Inscrit               | 1996                                     | Préfecture administrative de la région Grand Est et du Bas-Rhinfaçades, toitures, hall d'entrée, escaliers avec cages, couloirs voûtés, portes d'accès aux bureaux |
| Presbytère Saint-Paul de Koenigshoffen façades, toitures, terrasses avec garde-corps | 35, rue de la Tour                                                        | 48° 34′ 42″ nord, 7° 42′ 52″ est | « PA67000019 » | Inscrit               | 1997                                     | Presbytère Saint-Paul de Koenigshoffenfaçades, toitures, terrasses avec garde-corps |
| Propriété Schranz - villa, port de plaisance - parc | 9, rue des Sarcelles                                                      | 48° 32′ 40″ nord, 7° 45′ 35″ est | « PA00085196 » | Classé Inscrit        | 1992                                     | Propriété Schranz- villa, port de plaisance- parc |
| Silo à céréales ancien silo. Son inscription (postérieure au permis de démolir) n'a pas pu empêcher sa destruction en mai 1996 | 9, rue de la Minoterie                                                    | 48° 34′ 40″ nord, 7° 47′ 23″ est | « PA00135153 » | Inscrit               | 1995                                     | Silo à céréalesancien silo. Son inscription (postérieure au permis de démolir) n'a pas pu empêcher sa destruction en mai 1996 |
| Tour-porte tour | 9, place de l'Hôpital                                                     | 48° 34′ 37″ nord, 7° 44′ 58″ est | « PA00085191 » | Inscrit               | 1929                                     | Tour-portetour |
| Tour romaine vestiges de la tour romaine | 47-49, rue des Grandes-Arcades                                            | 48° 34′ 58″ nord, 7° 44′ 51″ est | « PA00085123 » | Classé                | 1920                                     | Tour romainevestiges de la tour romaine |
| Usine Junkers Flugzeug-und-Motorenwerke bâtiment abritant les bancs d'essai | 33, rue du Maréchal Lefebvre                                              | 48° 33′ 42″ nord, 7° 44′ 21″ est | « PA00125228 » | Inscrit               | 1993                                     | Usine Junkers Flugzeug-und-Motorenwerkebâtiment abritant les bancs d'essai |
| Villa décor intérieur | 13, rue Fischart                                                          | 48° 35′ 13″ nord, 7° 45′ 57″ est | « PA67000044 » | Inscrit               | 2000                                     | Villadécor intérieur |
| Villa Faist façades, toitures, mur de clôture avec ferronneries, vestibule, hall du rez-de-chaussée avec escalier, peinture du plafond pièce nord-ouest | 24, rue Twinger                                                           | 48° 35′ 21″ nord, 7° 46′ 12″ est | « PA67000066 » | Inscrit               | 2005                                     | Villa Faistfaçades, toitures, mur de clôture avec ferronneries, vestibule, hall du rez-de-chaussée avec escalier, peinture du plafond pièce nord-ouest |
| Villa Stempel façades, toitures, intérieur en totalité, grilles de clôture | 4, rue Erckmann-Chatrian                                                  | 48° 35′ 20″ nord, 7° 45′ 54″ est | « PA67000079 » | Inscrit               | 2008                                     | Villa Stempelfaçades, toitures, intérieur en totalité, grilles de clôture |

## Monuments radiés / abrogés
| Monument                            | Adresse              | Coordonnées                      | Notice         | Protection      | Date      | Illustration                       |
| ----------------------------------- | -------------------- | -------------------------------- | -------------- | --------------- | --------- | ---------------------------------- |
| Maison oreil                        | 20, rue d'Austerlitz | 48° 34′ 42″ nord, 7° 45′ 09″ est | « PA00085077 » | Inscrit Abrogé  | 1929 2014 | Maisonoreil                        |
| Monument du général Kléber monument | Place Kléber         | 48° 35′ 00″ nord, 7° 44′ 45″ est | « PA00085181 » | Classé Déclassé | 1946 1952 | Monument du général Klébermonument |

## Mobiliers historiques
Selon la base Palissy, il y a 215 objets monuments historiques à Strasbourg.
| Monument historique | Localisation                                                          | Protection | Date de la protection | Référence            | Photo |
| --- | --------------------------------------------------------------------- | ---------- | --------------------- | -------------------- | ----- |
| pièce murale : la Résurrection | archevêché                                                            | classé     | 2003                  | Notice no PM67000916 |       |
| pièce murale : la Mise au tombeau | archevêché                                                            | classé     | 2003                  | Notice no PM67000915 |       |
| pièce murale : l'Arrestation du Christ | archevêché                                                            | classé     | 2003                  | Notice no PM67000914 |       |
| ensemble de 3 pièces murales : Scènes de la Passion du Christ | archevêché                                                            | classé     | 2003                  | Notice no PM67000913 |       |
| quinze stalles du chœur | cathédrale Notre-Dame                                                 | classé     | 2004                  | Notice no PM67000927 |       |
| tombeau en enfeu avec gisant de l'évêque Conrad de Lichtenberg | cathédrale Notre-Dame                                                 | classé     | 2000                  | Notice no PM67000866 |       |
| pièce murale : verdure P | cathédrale Notre-Dame                                                 | classé     | 1999                  | Notice no PM67000848 |       |
| pièce murale : verdure O | cathédrale Notre-Dame                                                 | classé     | 1999                  | Notice no PM67000847 |       |
| pièce murale : verdure N | cathédrale Notre-Dame                                                 | classé     | 1999                  | Notice no PM67000846 |       |
| pièce murale : verdure M | cathédrale Notre-Dame                                                 | classé     | 1999                  | Notice no PM67000845 |       |
| pièce murale : verdure L | cathédrale Notre-Dame                                                 | classé     | 1999                  | Notice no PM67000844 |       |
| pièce murale : verdure K | cathédrale Notre-Dame                                                 | classé     | 1999                  | Notice no PM67000843 |       |
| pièce murale : verdure J | cathédrale Notre-Dame                                                 | classé     | 1999                  | Notice no PM67000842 |       |
| pièce murale : verdure I | cathédrale Notre-Dame                                                 | classé     | 1999                  | Notice no PM67000841 |       |
| pièce murale : verdure H | cathédrale Notre-Dame                                                 | classé     | 1999                  | Notice no PM67000840 |       |
| pièce murale : verdure G | cathédrale Notre-Dame                                                 | classé     | 1999                  | Notice no PM67000839 |       |
| pièce murale : verdure F | cathédrale Notre-Dame                                                 | classé     | 1999                  | Notice no PM67000838 |       |
| pièce murale : verdure E | cathédrale Notre-Dame                                                 | classé     | 1999                  | Notice no PM67000837 |       |
| pièce murale : verdure D | cathédrale Notre-Dame                                                 | classé     | 1999                  | Notice no PM67000836 |       |
| pièce murale : verdure C | cathédrale Notre-Dame                                                 | classé     | 1999                  | Notice no PM67000835 |       |
| pièce murale : verdure B | cathédrale Notre-Dame                                                 | classé     | 1999                  | Notice no PM67000834 |       |
| pièce murale : verdure A | cathédrale Notre-Dame                                                 | classé     | 1999                  | Notice no PM67000833 |       |
| ensemble de 16 tapisseries | cathédrale Notre-Dame                                                 | classé     | 1999                  | Notice no PM67000832 |       |
| mont des Oliviers | cathédrale Notre-Dame                                                 | classé     | 1987                  | Notice no PM67000684 |       |
| bénitiers (4) | cathédrale Notre-Dame                                                 | classé     | 1987                  | Notice no PM67000496 |       |
| cloche (cloche des heures) | cathédrale Notre-Dame                                                 | classé     | 1982                  | Notice no PM67000378 |       |
| cloche (cloche des heures) | cathédrale Notre-Dame                                                 | classé     | 1982                  | Notice no PM67000377 |       |
| cloche (grand bourdon) | cathédrale Notre-Dame                                                 | classé     | 1982                  | Notice no PM67000376 |       |
| groupe sculpté : Vierge de Pitié dite Vierge noire | cathédrale Notre-Dame                                                 | classé     | 1985                  | Notice no PM67000375 |       |
| tableau : l'Adoration des bergers | cathédrale Notre-Dame                                                 | classé     | 1980                  | Notice no PM67000373 |       |
| statue : Saint-André | cathédrale Notre-Dame                                                 | classé     | 1987                  | Notice no PM67000372 |       |
| 4 chandeliers, piédestaux (4) (torchères) | cathédrale Notre-Dame                                                 | classé     | 1987                  | Notice no PM67000371 |       |
| croix d'autel | cathédrale Notre-Dame                                                 | classé     | 1987                  | Notice no PM67000370 |       |
| chandelier pascal | cathédrale Notre-Dame                                                 | classé     | 1987                  | Notice no PM67000369 |       |
| six chandeliers d'autel | cathédrale Notre-Dame                                                 | classé     | 1987                  | Notice no PM67000368 |       |
| statue (tête) : angelot | cathédrale Notre-Dame                                                 | classé     | 1987                  | Notice no PM67000367 |       |
| bustes (12) : Saint-Pierre, Saint-Paul, Saint-Barthélémy, Saint-Jacques le Mineur, Saint-Thomas, Saint-Jacques le Majeur, Saint-Philippe, Saint-Mathias, Saint-Simon, Saint-Mathieu, Saint-André, Saint-Jean                                                   | cathédrale Notre-Dame                                                 | classé     | 1987                  | Notice no PM67000366 |       |
| stalles | cathédrale Notre-Dame                                                 | classé     | 1987                  | Notice no PM67000365 |       |
| clôture de chœur (porte) | cathédrale Notre-Dame                                                 | classé     | 1987                  | Notice no PM67000364 |       |
| fauteuil | cathédrale Notre-Dame                                                 | classé     | 1987                  | Notice no PM67000363 |       |
| autel (maître-autel) | cathédrale Notre-Dame                                                 | classé     | 1987                  | Notice no PM67000362 |       |
| fonts baptismaux | cathédrale Notre-Dame                                                 | classé     | 1987                  | Notice no PM67000361 |       |
| chaire à prêcher, clôture | cathédrale Notre-Dame                                                 | classé     | 1987                  | Notice no PM67000360 |       |
| autel, retable, du Saint-Sauveur | cathédrale Notre-Dame                                                 | classé     | 1987                  | Notice no PM67000359 |       |
| autel, retable, de la Pietà | cathédrale Notre-Dame                                                 | classé     | 1987                  | Notice no PM67000358 |       |
| autel, gradin, retable, tableau (autel secondaire) : de Saint-Arbogast | cathédrale Notre-Dame                                                 | classé     | 1987                  | Notice no PM67000357 |       |
| autel, gradin, retable, tableau (autel secondaire) : de Saint-Jean-Baptiste | cathédrale Notre-Dame                                                 | classé     | 1987                  | Notice no PM67000356 |       |
| horloge d'édifice | cathédrale Notre-Dame                                                 | classé     | 1987                  | Notice no PM67000355 |       |
| autel, retable de Saint-Jean Népomucène, tableau : la Mort de Saint-Jean Népomucène | cathédrale Notre-Dame                                                 | classé     | 1974                  | Notice no PM67000334 |       |
| autel, tabernacle, retable, tableau, 2 statues : Martyre de Saint-Laurent (le), Vierge à l'Enfant, Saint-Joseph | cathédrale Notre-Dame                                                 | classé     | 1974                  | Notice no PM67000333 |       |
| retable, 3 statues, 2 bas-reliefs, 2 tableaux, prédelle : Saint-Pancrace, Saint-Nicolas, Sainte-Catherine, Nativité, Adoration des Mages, Saint-Corneille pape et Saint-Pancrace, Saint-Nicolas et Sainte-Catherine, Christ et onze apôtres, de Saint-Pancrace | cathédrale Notre-Dame                                                 | classé     | 1974                  | Notice no PM67000332 |       |
| retable, 3 statues, 2 bas-reliefs, 2 tableaux : Saint-Maurice à cheval, Saint-Roch, Saint-Nicolas, Saint-Mathieu, Saint-Florian, Saint-Étienne, Saint-Antoine abbé, de Saint-Maurice                                                                           | cathédrale Notre-Dame                                                 | classé     | 1974                  | Notice no PM67000331 |       |
| 14 pièces murales : tenture de la Vie de la Vierge | cathédrale Notre-Dame                                                 | classé     | 1978                  | Notice no PM67000330 |       |
| croix de procession | cathédrale Notre-Dame                                                 | classé     | 1967                  | Notice no PM67000329 |       |
| buste du préfet Adrien de Lezay-Marnésia | cathédrale Notre-Dame                                                 | inscrit    | 1987                  | Notice no PM67001373 |       |
| quatre colonnes | cathédrale Notre-Dame                                                 | inscrit    | 1987                  | Notice no PM67001372 |       |
| statue de l'évêque Werner | cathédrale Notre-Dame                                                 | inscrit    | 1987                  | Notice no PM67001371 |       |
| clôture (balustrade) néo-gothique du Mont des Oliviers | cathédrale Notre-Dame                                                 | inscrit    | 1987                  | Notice no PM67001370 |       |
| tableau et son cadre : Christ en croix | cathédrale Notre-Dame                                                 | inscrit    | 2001                  | Notice no PM67001464 |       |
| bannière de procession de la congrégation ? des hommes ? et bourgeois de Strasbourg | cathédrale Notre-Dame                                                 | inscrit    | 1999                  | Notice no PM67001523 |       |
| bannière de procession de l'archiconfrérie (?) des mères chrétiennes | cathédrale Notre-Dame                                                 | inscrit    | 1999                  | Notice no PM67001522 |       |
| petite bannière de procession à la Vierge de Strasbourg | cathédrale Notre-Dame                                                 | inscrit    | 1999                  | Notice no PM67001521 |       |
| grande bannière de procession de la paroisse Saint-Laurent à la Vierge de Strasbourg, avec sa hampe | cathédrale Notre-Dame                                                 | inscrit    | 1999                  | Notice no PM67001520 |       |
| bannière de procession | cathédrale Notre-Dame                                                 | inscrit    | 1999                  | Notice no PM67001519 |       |
| tableau : Assomption de la Vierge | cathédrale Notre-Dame                                                 | inscrit    | 2001                  | Notice no PM67001465 |       |
| tableau : Mort de Saint-François Xavier | cathédrale Notre-Dame                                                 | inscrit    | 2000                  | Notice no PM67001448 |       |
| tableau : Saint-Louis de Gonzague | cathédrale Notre-Dame                                                 | inscrit    | 2000                  | Notice no PM67001447 |       |
| orgue de tribune | cathédrale Notre-Dame                                                 | classé     | 1975                  | Notice no PM67000971 |       |
| orgue de tribune : buffet d'orgue | cathédrale Notre-Dame                                                 | classé     | 1975                  | Notice no PM67000336 |       |
| orgue de tribune : partie instrumentale de l'orgue | cathédrale Notre-Dame                                                 | classé     | 1974                  | Notice no PM67000335 |       |
| croix : Christ en croix | collège Saint-Étienne                                                 | classé     | 1992                  | Notice no PM67000669 |       |
| statue : Saint-Étienne | collège Saint-Étienne                                                 | classé     | 1992                  | Notice no PM67000668 |       |
| groupe sculpté : le tombeau du Christ | collège Saint-Étienne                                                 | classé     | 1982                  | Notice no PM67000599 |       |
| reliquaire, de Sainte-Attale | collège Saint-Étienne                                                 | classé     | 1978                  | Notice no PM67000353 |       |
| groupe sculpté : la Déploration du Christ | collège Saint-Étienne                                                 | classé     | 1971                  | Notice no PM67000352 |       |
| tableau : Crucifixion | collège Saint-Étienne                                                 | classé     | 1971                  | Notice no PM67000351 |       |
| pièce murale : la Légende de Sainte-Attale | collège Saint-Étienne                                                 | classé     | 1969                  | Notice no PM67000350 |       |
| pièce murale : la Légende de Sainte-Odile | collège Saint-Étienne                                                 | classé     | 1969                  | Notice no PM67000349 |       |
| 2 statues : Saint-Augustin (?), saint non identifié | école dite institution Notre-Dame                                     | classé     | 1991                  | Notice no PM67000672 |       |
| autel, chaire à prêcher | église protestante Sainte-Aurélie                                     | classé     | 1979                  | Notice no PM67000383 |       |
| cloche | église protestante Sainte-Aurélie                                     | classé     | 1982                  | Notice no PM67000380 |       |
| orgue de tribune : partie instrumentale de l'orgue | église protestante Sainte-Aurélie                                     | classé     | 2000                  | Notice no PM67001135 |       |
| orgue de tribune : buffet d'orgue | église protestante Sainte-Aurélie                                     | inscrit    | 1996                  | Notice no PM67001134 |       |
| orgue de tribune | église protestante Sainte-Aurélie                                     | inscrit    | 1996                  | Notice no PM67001133 |       |
| orgue de tribune : buffet d'orgue | église réformée du Bouclier                                           | classé     | 2002                  | Notice no PM67001130 |       |
| orgue de tribune | église réformée du Bouclier                                           | classé     | 2002                  | Notice no PM67001129 |       |
| tableau : Vierge du Rosaire avec Saint-Dominique et Sainte-Catherine de Sienne | église des Dominicains                                                | inscrit    | 1998                  | Notice no PM67001562 |       |
| cloche | église protestante Saint-Guillaume                                    | classé     | 1987                  | Notice no PM67000666 |       |
| tableau, cadre : l'intérieur de l'église Saint-Guillaume | église protestante Saint-Guillaume                                    | classé     | 1987                  | Notice no PM67000407 |       |
| tableau, cadre : le Christ de la Sainte-Cène | église protestante Saint-Guillaume                                    | classé     | 1987                  | Notice no PM67000406 |       |
| 4 tableaux et leurs cadres : Déposition de Croix, Saint-Jacques le Majeur, Saint-André, Saint-Simon | église protestante Saint-Guillaume                                    | classé     | 1987                  | Notice no PM67000405 |       |
| siège (siège d'officiant) | église protestante Saint-Guillaume                                    | classé     | 1987                  | Notice no PM67000403 |       |
| autel, clôture d'autel | église protestante Saint-Guillaume                                    | classé     | 1987                  | Notice no PM67000402 |       |
| chaire à prêcher, porte, escalier | église protestante Saint-Guillaume                                    | classé     | 1987                  | Notice no PM67000401 |       |
| monument sépulcral (double gisant), des comtes Philippe et Ulrich de Werd | église protestante Saint-Guillaume                                    | classé     | 1987                  | Notice no PM67000400 |       |
| relief : la Conversion de Saint-Guillaume d'Aquitaine | église protestante Saint-Guillaume                                    | classé     | 1971                  | Notice no PM67000337 |       |
| tableau : [Jubilé de la Réforme en 1817] | église protestante Saint-Guillaume                                    | inscrit    | 2003                  | Notice no PM67001516 |       |
| coq de clocher | église protestante Saint-Guillaume                                    | inscrit    | 2003                  | Notice no PM67001515 |       |
| tableau : Daniel dans la fosse aux lions | église protestante Saint-Guillaume                                    | inscrit    | 2003                  | Notice no PM67001514 |       |
| orgue de tribune | église protestante Saint-Guillaume                                    | classé     | 1987                  | Notice no PM67000973 |       |
| orgue de tribune : buffet d'orgue | église protestante Saint-Guillaume                                    | classé     | 1987                  | Notice no PM67000404 |       |
| 28 plaques commémoratives | église protestante Saint-Guillaume                                    | classé     | 2005                  | Notice no PM67000945 |       |
| tableau et son cadre : Sainte-Cène à l'intérieur de l'église Saint-Guillaume | église protestante Saint-Guillaume                                    | classé     | 2005                  | Notice no PM67000944 |       |
| fonts baptismaux avec bas-relief : Baptême de Clovis | église catholique Saint-Louis                                         | inscrit    | 2000                  | Notice no PM67001452 |       |
| tableau et son cadre : Nativité | église catholique Saint-Louis                                         | inscrit    | 2000                  | Notice no PM67001451 |       |
| tableau et son cadre : Saint-Augustin | église catholique Saint-Louis                                         | inscrit    | 2000                  | Notice no PM67001450 |       |
| tableau : Dernière communion de Marie Madeleine | église catholique Saint-Louis                                         | inscrit    | 2000                  | Notice no PM67001449 |       |
| orgue de tribune | église catholique Saint-Louis                                         | classé     | 1982                  | Notice no PM67000972 |       |
| tableau : Saint-Louis mourant recevant l'Eucharistie | église catholique Saint-Louis                                         | classé     | 2001                  | Notice no PM67000896 |       |
| tableau : Saint-Louis portant la couronne d'épines | église catholique Saint-Louis                                         | classé     | 2001                  | Notice no PM67000895 |       |
| tableau : Saint-Louis et Blanche de Castille | église catholique Saint-Louis                                         | classé     | 2001                  | Notice no PM67000894 |       |
| ensemble de 3 tableaux : Cycle consacré à l'iconographie de Saint-Louis | église catholique Saint-Louis                                         | classé     | 2001                  | Notice no PM67000893 |       |
| orgue de tribune : buffet d'orgue | église catholique Saint-Louis                                         | classé     | 1982                  | Notice no PM67000379 |       |
| orgue : buffet d'orgue | Église Sainte-Madeleine                                               | classé     | 2010                  | Notice no PM67001131 |       |
| orgue | Église Sainte-Madeleine                                               | classé     | 2010                  | Notice no PM67000970 |       |
| orgue : partie instrumentale de l'orgue | Église Sainte-Madeleine                                               | classé     | 1976                  | Notice no PM67000388 |       |
| ostensoir | église Sainte-Madeleine                                               | classé     | 1978                  | Notice no PM67000342 |       |
| plateau à burettes, 2 burettes | église Sainte-Madeleine                                               | classé     | 1978                  | Notice no PM67000341 |       |
| calice, patène | église Sainte-Madeleine                                               | classé     | 1978                  | Notice no PM67000340 |       |
| calice | église Sainte-Madeleine                                               | classé     | 1978                  | Notice no PM67000339 |       |
| calice, patène | église Sainte-Madeleine                                               | classé     | 1978                  | Notice no PM67000338 |       |
| orgue de tribune : buffet d'orgue | église Saint-Maurice                                                  | classé     | 1996                  | Notice no PM67000977 |       |
| orgue de tribune | église Saint-Maurice                                                  | classé     | 1996                  | Notice no PM67000976 |       |
| orgue de tribune : partie instrumentale de l'orgue | église Saint-Maurice                                                  | classé     | 1996                  | Notice no PM67000776 |       |
| tableau : la Multiplication des pains et des poissons | église protestante Saint-Nicolas                                      | classé     | 1997                  | Notice no PM67000785 |       |
| plaque funéraire, de Johann Heinrich Fritschmann et de sa fille Katharina Elisabeth, épouse de Friedrich Lichtenberger | église protestante Saint-Nicolas                                      | classé     | 1988                  | Notice no PM67000502 |       |
| dalle funéraire de Joh Adam à Leyden | église protestante Saint-Nicolas                                      | classé     | 1988                  | Notice no PM67000501 |       |
| dalle funéraire de Johan Gerhard Patrick von Throrbach | église protestante Saint-Nicolas                                      | classé     | 1988                  | Notice no PM67000500 |       |
| dalle funéraire du chevalier Arnoldus von Zepelin et de Ursula Maria von Berstett | église protestante Saint-Nicolas                                      | classé     | 1988                  | Notice no PM67000499 |       |
| monument commémoratif, de Johan Gerhard Patrick von Throrbach | église protestante Saint-Nicolas                                      | classé     | 1988                  | Notice no PM67000498 |       |
| dalles funéraires (22) | église protestante Saint-Nicolas                                      | classé     | 1988                  | Notice no PM67000497 |       |
| monument sépulcral, d'Isaac Haffner | église protestante Saint-Nicolas                                      | classé     | 1988                  | Notice no PM67000390 |       |
| peinture monumentale : la Résurrection | église protestante Saint-Nicolas                                      | classé     | 1988                  | Notice no PM67000389 |       |
| chaire à prêcher | église protestante Saint-Nicolas                                      | classé     | 1982                  | Notice no PM67000381 |       |
| orgue de tribune : buffet d'orgue | église protestante Saint-Nicolas                                      | inscrit    | 1976                  | Notice no PM67000968 |       |
| orgue de tribune | église protestante Saint-Nicolas                                      | inscrit    | 1976                  | Notice no PM67000967 |       |
| orgue de tribune : partie instrumentale de l'orgue | église protestante Saint-Nicolas                                      | classé     | 1976                  | Notice no PM67000671 |       |
| orgue de tribune | église protestante Saint-Paul                                         | classé     | 1987                  | Notice no PM67001128 |       |
| orgue de tribune : buffet d'orgue ; garde-corps de tribune | église protestante Saint-Paul                                         | inscrit    | 1997                  | Notice no PM67000975 |       |
| orgue de tribune | église protestante Saint-Paul                                         | inscrit    | 1997                  | Notice no PM67000974 |       |
| orgue de tribune : partie instrumentale de l'orgue | église protestante Saint-Paul                                         | classé     | 1987                  | Notice no PM67000385 |       |
| service de baptême protestant comprenant une aiguière de baptême et un bassin de baptême | église réformée Saint-Paul                                            | inscrit    | 1997                  | Notice no PM67001382 |       |
| service de Sainte-Cène comprenant deux aiguières de communion, deux calices protestants, deux patènes protestantes (présentoirs à hosties) et une boîte à hosties protestante                                                                                  | église réformée Saint-Paul                                            | inscrit    | 1997                  | Notice no PM67001381 |       |
| table et huit chaises de sacristie | église réformée Saint-Paul                                            | inscrit    | 1997                  | Notice no PM67001380 |       |
| 90 chaises | église réformée Saint-Paul                                            | inscrit    | 1997                  | Notice no PM67001379 |       |
| deux fauteuils de mariage | église réformée Saint-Paul                                            | inscrit    | 1997                  | Notice no PM67001378 |       |
| stalles et lambris avec huit tableaux | église réformée Saint-Paul                                            | inscrit    | 1997                  | Notice no PM67001377 |       |
| tableau : Les pèlerins d'Emmaüs | église réformée Saint-Paul                                            | inscrit    | 1997                  | Notice no PM67001376 |       |
| lambris de demi-revêtement, 4 tableaux, 2 statues : Saint-Jean, Saint-Marc, Sacrifice d'Abraham, Crucifixion | église protestante Saint-Pierre-le-Jeune                              | classé     | 1988                  | Notice no PM67000506 |       |
| lutrin | église protestante Saint-Pierre-le-Jeune                              | classé     | 1988                  | Notice no PM67000504 |       |
| chaire à prêcher | église protestante Saint-Pierre-le-Jeune                              | classé     | 1988                  | Notice no PM67000503 |       |
| retable de la Déploration : Déploration, Flagellation, Couronnement d'épines, Crucifixion et Portement de croix | église protestante Saint-Pierre-le-Jeune                              | classé     | 1988                  | Notice no PM67000395 |       |
| tableau : la délivrance de Saint-Pierre | église Saint-Pierre-le-Jeune                                          | classé     | 1988                  | Notice no PM67000399 |       |
| tableau : la consécration de la collégiale Saint-Pierre-le-Jeune par le pape Léon IX | église Saint-Pierre-le-Jeune                                          | classé     | 1988                  | Notice no PM67000398 |       |
| tableau : la Remise des clefs à Saint-Pierre | église Saint-Pierre-le-Jeune                                          | classé     | 1988                  | Notice no PM67000397 |       |
| tableau : la communion des apôtres | église Saint-Pierre-le-Jeune                                          | classé     | 1988                  | Notice no PM67000396 |       |
| orgue de tribune | église protestante Saint-Pierre-le-Jeune                              | classé     | 1988                  | Notice no PM67001136 |       |
| orgue de tribune : buffet d'orgue | église protestante Saint-Pierre-le-Jeune                              | classé     | 1988                  | Notice no PM67000505 |       |
| bas-relief : la Sainte-Parenté | église protestante Saint-Pierre-le-Vieux                              | classé     | 1979                  | Notice no PM67000384 |       |
| cloche | église protestante Saint-Pierre-le-Vieux                              | classé     | 1982                  | Notice no PM67000382 |       |
| 4 tableaux : scènes de la vie du Christ après la Résurrection | église protestante Saint-Pierre-le-Vieux                              | classé     | 1978                  | Notice no PM67000346 |       |
| 10 tableaux : la Passion du Christ | église protestante Saint-Pierre-le-Vieux                              | classé     | 1978                  | Notice no PM67000345 |       |
| 4 bas-reliefs : scènes de la vie de Saint-Pierre | église protestante Saint-Pierre-le-Vieux                              | classé     | 1978                  | Notice no PM67000344 |       |
| deux stalles | église protestante Saint-Pierre-le-Vieux                              | inscrit    | 2002                  | Notice no PM67001375 |       |
| orgue de tribune | église protestante de la Robertsau                                    | classé     | 1976                  | Notice no PM67001132 |       |
| orgue de tribune : partie instrumentale de l'orgue | église protestante de la Robertsau                                    | classé     | 1976                  | Notice no PM67000687 |       |
| orgue de chœur | église protestante Saint-Sauveur                                      | classé     | 1981                  | Notice no PM67001127 |       |
| orgue de chœur : partie instrumentale de l'orgue | église protestante Saint-Sauveur                                      | classé     | 1981                  | Notice no PM67000386 |       |
| lustres (3) | église protestante Saint-Thomas                                       | classé     | 1983                  | Notice no PM67000667 |       |
| sarcophage, de l'évêque Adeloch | église protestante Saint-Thomas                                       | classé     | 1991                  | Notice no PM67000550 |       |
| orgue de tribune | église protestante Saint-Thomas                                       | classé     | 1973                  | Notice no PM67000969 |       |
| matrice de sceau du maréchal Maurice de Saxe | église protestante Saint-Thomas                                       | classé     | 2004                  | Notice no PM67000935 |       |
| cœur reliquaire du maréchal Maurice de Saxe | église protestante Saint-Thomas                                       | classé     | 2004                  | Notice no PM67000934 |       |
| coffret abritant le cœur reliquaire du maréchal Maurice de Saxe | église protestante Saint-Thomas                                       | classé     | 2004                  | Notice no PM67000933 |       |
| table à compter | église protestante Saint-Thomas                                       | classé     | 2004                  | Notice no PM67000932 |       |
| buste : Autoportrait de Jean-Baptiste Pigalle | église protestante Saint-Thomas                                       | classé     | 2004                  | Notice no PM67000931 |       |
| deux stalles | église protestante Saint-Thomas                                       | classé     | 2004                  | Notice no PM67000930 |       |
| gobelet commémoratif du jubilé du pasteur Jean Muller | église protestante Saint-Thomas                                       | classé     | 2004                  | Notice no PM67000929 |       |
| deux aiguières de communion | église protestante Saint-Thomas                                       | classé     | 2004                  | Notice no PM67000928 |       |
| orgue de tribune : buffet d'orgue ; garde-corps de tribune | église protestante Saint-Thomas                                       | classé     | 1973                  | Notice no PM67000348 |       |
| orgue de tribune : partie instrumentale de l'orgue | église protestante Saint-Thomas                                       | classé     | 1971                  | Notice no PM67000347 |       |
| deux pièces murales (tapisseries) : Les Augures I et Les Augures II | faculté de Droit                                                      | inscrit    | 2003                  | Notice no PM67001414 |       |
| wagon citerne à deux essieux parallèles, à voie normale, SC 967391 (V1) | gare                                                                  | classé     | 1990                  | Notice no PM67000393 |       |
| wagon tombereau à vigie, à deux essieux parallèles, à voie normale, TF 951 067 | gare                                                                  | classé     | 1990                  | Notice no PM67000392 |       |
| orgue | immeuble                                                              | classé     | 1986                  | Notice no PM67000980 |       |
| orgue : partie instrumentale de l'orgue | immeuble                                                              | classé     | 1986                  | Notice no PM67000394 |       |
| tête, dite de Caracalla | immeuble du crédit commercial de France                               | classé     | 1979                  | Notice no PM67000387 |       |
| carrelage mural | immeuble dit maison de la radio                                       | classé     | 1983                  | Notice no PM67000374 |       |
| horloge-armoire | Lycée international des Pontonniers                                   | classé     | 2003                  | Notice no PM67000922 |       |
| orgue | palais des fêtes                                                      | classé     | 1990                  | Notice no PM67000981 |       |
| orgue : partie instrumentale de l'orgue | palais des fêtes                                                      | classé     | 1990                  | Notice no PM67000391 |       |
| bateau de service, remorqueur de la régularisation du Rhin dit Neuf Brisach (Neuf-Brisach), ex Neuenburg | port                                                                  | classé     | 1994                  | Notice no PM67000679 |       |
| bateau de service (remorqueur fluvial) dit Le Pasteur, ex Torun Severin | port fluvial, actuellement musée régional du Rhin et de la navigation | déclassé   | 2013                  | Notice no PM67000782 |       |
| deux dessus-de-porte : [scènes de putti évoquant l'abbaye d'Ebersmunster] | Grand Séminaire                                                       | inscrit    | 2003                  | Notice no PM67001513 |       |
| tableau : Adoration des Mages | Grand Séminaire                                                       | inscrit    | 2001                  | Notice no PM67001467 |       |
| tableau et son cadre : Saint-Antoine | Grand Séminaire                                                       | classé     | 2005                  | Notice no PM67000940 |       |
| statue : Vierge de l'Immaculée Conception | Grand Séminaire                                                       | classé     | 2004                  | Notice no PM67000936 |       |
| statue : Vierge à l'Enfant | Grand Séminaire, prieuré                                              | classé     | 2003                  | Notice no PM67000919 |       |
| statuette : Vierge à l'Enfant, socle | Grand Séminaire, prieuré                                              | classé     | 2003                  | Notice no PM67000918 |       |
| tableau : Trône de Grâce | Bibliothèque du Grand Séminaire de Strasbourg                         | inscrit    | 2001                  | Notice no PM67001466 |       |
| tableau : Sainte-Odile guérissant un jeune aveugle | Bibliothèque du Grand Séminaire de Strasbourg                         | inscrit    | 2002                  | Notice no PM67001374 |       |
| statue : Vierge à l'Enfant | Bibliothèque du Grand Séminaire de Strasbourg                         | classé     | 1978                  | Notice no PM67000354 |       |
| orgue de tribune : buffet d'orgue | temple Neuf                                                           | classé     | 1995                  | Notice no PM67000979 |       |
| orgue de tribune | temple Neuf                                                           | classé     | 1995                  | Notice no PM67000978 |       |
| orgue de tribune : partie instrumentale de l'orgue | temple Neuf                                                           | classé     | 1995                  | Notice no PM67000777 |       |
| machines liées à la production industrielle (4) (condensateurs) | usine à glace : glacières de Strasbourg                               | classé     | 1993                  | Notice no PM67000699 |       |
| machines liées à la production industrielle (4) (compresseurs et leurs installations annexes) | usine à glace : glacières de Strasbourg                               | classé     | 1993                  | Notice no PM67000698 |       |
| machines liées à la production industrielle (4) (manomètres) | usine à glace : glacières de Strasbourg                               | classé     | 1993                  | Notice no PM67000697 |       |
| machines liées à la production industrielle (2) (alternateurs) | usine à glace : glacières de Strasbourg                               | classé     | 1993                  | Notice no PM67000696 |       |
| machine liée à la production industrielle (axe principal) | usine à glace : glacières de Strasbourg                               | classé     | 1993                  | Notice no PM67000695 |       |
| machines liées à la production industrielle (2) (grandes roues de transmissions verticales et les courroies de transmission en corde) | usine à glace : glacières de Strasbourg                               | classé     | 1993                  | Notice no PM67000694 |       |
| machines liées à la production industrielle (3) (turbines à pales) | usine à glace : glacières de Strasbourg                               | classé     | 1993                  | Notice no PM67000693 |       |
| machines liées à la production industrielle (3) (tableaux de commande électrique) | usine à glace : glacières de Strasbourg                               | classé     | 1993                  | Notice no PM67000692 |       |
| ensemble du matériel technique des glacières (23 machines) | usine à glace : glacières de Strasbourg                               | classé     | 1993                  | Notice no PM67000691 |       |
| meule |                                                                       | classé     | 1976                  | Notice no PM67000670 |       |